# Altstadt von Regensburg mit Stadtamhof

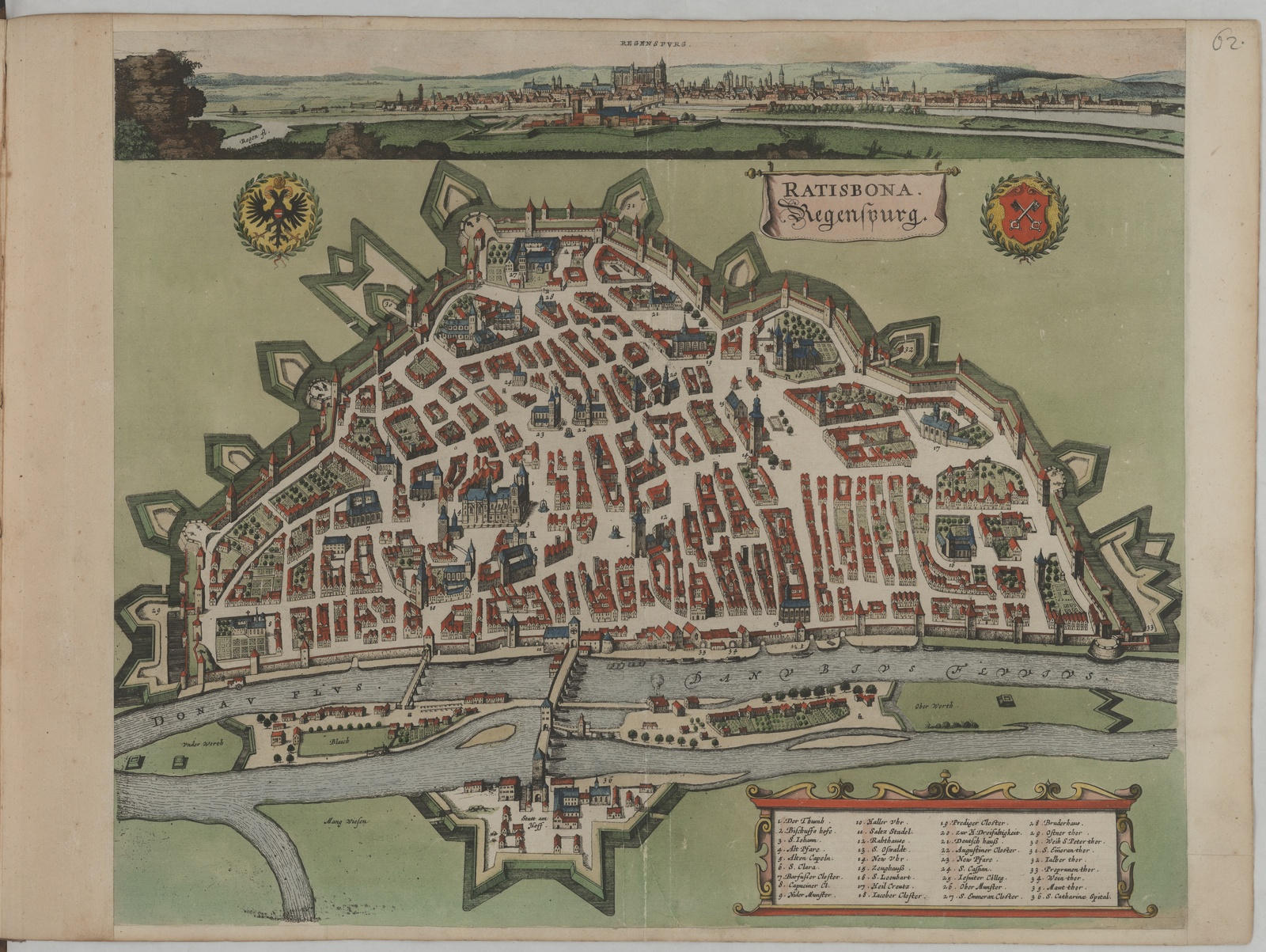
Regensburg (1695) Altstadt mit Brückenkopf Stadtamhof

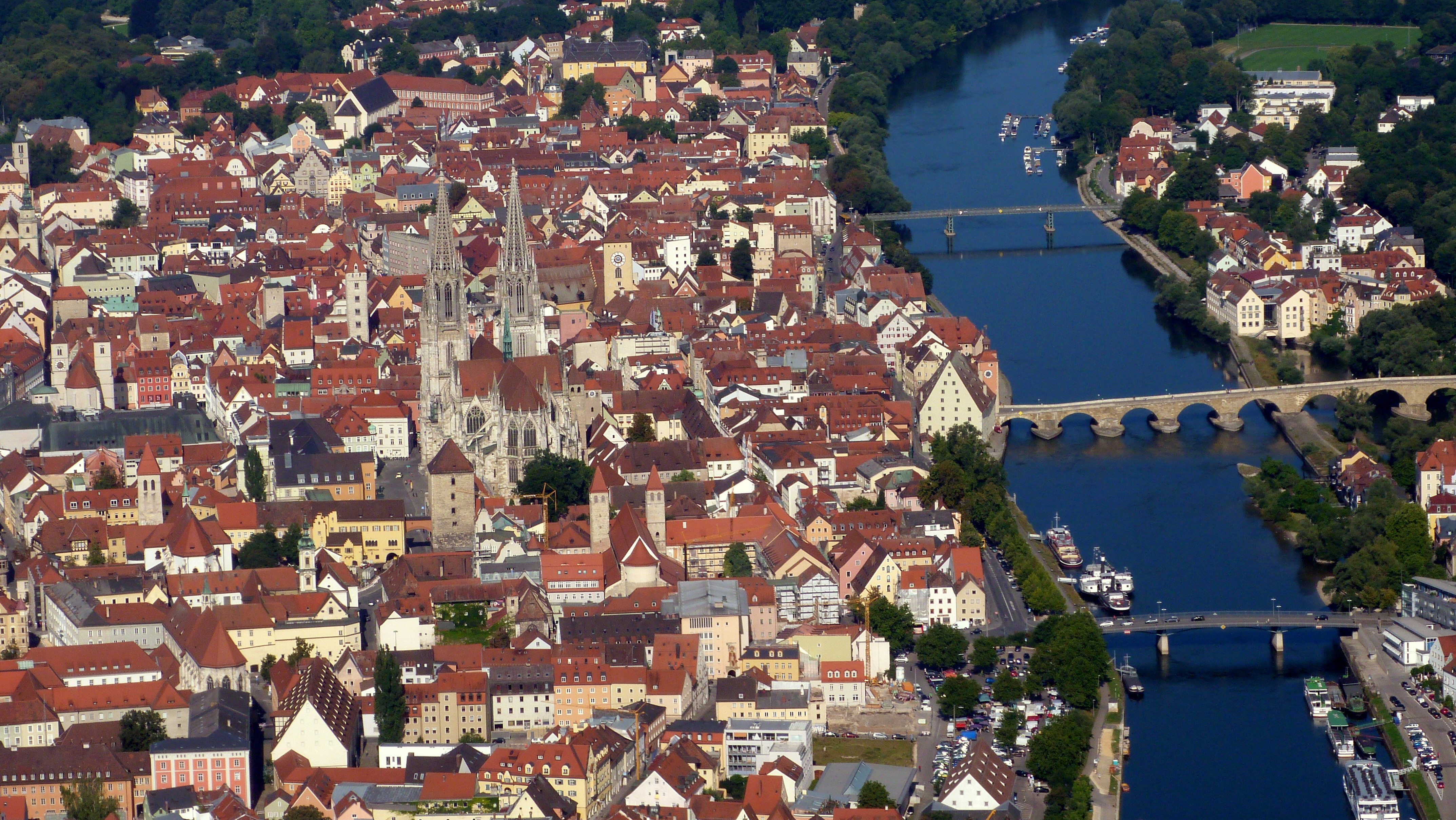
Blick von oben auf das Zentrum der Altstadt

Im Jahr 2006 wurde das denkmalgeschützte Ensemble Altstadt Regensburg mit Stadtamhof zum UNESCO-Welterbe erhoben, weil nachgewiesen werden konnte, dass der mittelalterliche Gebäudebestand von Regensburg und die zugehörige Stadtarchitektur noch weitgehend erhalten sind. In der Regensburger Altstadt finden sich rund 960 Baudenkmäler auf 1,8 km². Auch heute ist an den Gebäuden, Plätzen und Gassen der Altstadt die historische Doppelrolle als mittelalterliches Handelszentrum und als frühneuzeitlicher Treffpunkt europäischer Diplomaten erkennbar: Hier tagte von 1663 bis 1803 der Immerwährende Reichstag und befand über eine europäische Politik mit Einfluss auf den gesamten Raum nördlich der Alpen. Somit ist die Altstadt von Regensburg zusammen mit der über die Steinerne Brücke angeschlossenen ehemals bayerischen, nicht zur Stadt gehörigen und erst spät eingemeindeten katholischen Landstadt Stadtamhof ein außergewöhnliches Zeugnis der kulturellen Traditionen, aber auch der Brüche im Heiligen Römischen Reich. Seine Entwicklungsstufen und Abfolge in den gut erhaltenen weltlichen und kirchlichen Bauwerken sind in der ehemals protestantischen Reichsstadt erkennbar. Dieser Artikel soll sowohl die Entwicklung und die Mühen der Erhaltung des Gebäudebestandes, als auch die Verluste an Gebäuden schildern.

## Geschichte und Baugeschichte

### Überblick
Die folgende Übersicht gibt Einblick in die 2000-jährige Geschichte der Stadt Regensburg und betont dabei die Baugeschichte. Sie führt die Stadtentwicklung vor Augen, von den römischen Anfängen im 2. Jahrhundert über die Zeit der Bajuwaren im 5.–8. Jahrhundert über die karolingische Zeit im 9. Jahrhundert bis zur Konsolidierung von Regensburg als Stadt am Beginn des 10. Jahrhunderts durch den Bau der Arnulfinischen Stadtmauer unter Herzog Arnulf I. Danach begann die wirtschaftliche Blütezeit von Regensburg als europaweit agierende Handels- und Bürgerstadt. Das hatte den Bau der Steinernen Brücke zur Folge und die Fortsetzung der Blütezeit mit den Stadterweiterungen und dem Bau der mittelalterlichen Stadtmauern im 12. und 13. Jahrhundert.
Der wirtschaftliche Niedergang der Stadt begann im 14. Jahrhundert und führte am Ende des 15. Jahrhunderts zur kurzzeitigen Übernahme der Stadt durch den bayerischen Herzog, die vom Kaiser wieder aufgehoben wurde. Am Beginn des 16. Jahrhunderts folgte die Vertreibung der Juden, verbunden mit der baulichen Zerstörung des Judenviertels und der baulichen Neugestaltung des Platzes nach Erbauung der Neupfarrkirche, die nach dem Religionswechsel der Stadt als protestantische Kirche genutzt wurde. Am Beginn des 17. Jahrhunderts führten starke Zuwanderungen von Protestanten nach Regensburg nicht nur zum Neubau der protestantischen Dreieinigkeitskirche, sondern auch dazu, dass viele Wohnungen oder Häuser vermietet und dadurch erhalten werden konnten. Im Verlauf des Dreißigjährigen Krieges blieb mit Ausnahme der stark beschädigten Steinernen Brücke der Baubestand der Altstadt erhalten, während die bayerische Vorstadt Stadtamhof bei den Kämpfen um Regensburg völlig zerstört wurde.
Nach dem Dreißigjährigen Krieg war die Wahl von Regensburg als Standort für den Immerwährenden Reichstag eine Stütze für die wirtschaftliche Konsolidierung der Stadt und stärkte ihre politische Stellung gegenüber dem bayerischen Herzog, dem es im Verlauf des Dreißigjährigen Krieges nicht gelungen war, die Stadt unter seinen Einfluss zu bringen. Die nun einsetzende Nutzung von vielen der alten, großen Gebäude als Gesandtschaften und als vermietbare Unterkünfte für Familien von Gesandten verhinderte Umbauten und Abbrüche der Häuser.
Nach dem Zusammenbruch des Heiligen Römischen Reichs und der Auflösung des Reichstages 1803 am Beginn des 19. Jahrhunderts begann für die Stadt erneut eine schwierige Phase. Zwar erlebte die Stadt am Beginn einer 10-jährigen Regierungszeit von Fürstbischof Dalberg organisatorische und bauliche Innovationen, geriet dann aber mit dem Beginn der Napoleonischen Kriege in eine isolierte Sonderstellung. Am Ende dieser kurzen Periode wurde die südliche Altstadt von Regensburg 1809 im Fünften Koalitionskrieg im Laufe der Schlacht bei Regensburg stark, und die bayerische Vorstadt Stadtamhof sogar völlig zerstört.
Die Übersicht soll zeigen, wie es in den folgenden zwei Jahrhunderten möglich wurde, dass 200 Jahre später am Beginn des 21. Jahrhunderts die Ernennung der Stadt zum UNESCO-Welterbe erreicht werden konnte. Am Beginn dieser Phase stand der Wiederaufbau, der auch mit der mühsamen Eingliederung der stark protestantisch geprägten ehemaligen Reichsstadt in das katholisch geprägte Königreich Bayern verbunden war. Die isolierte Lage in der Provinz führte im Laufe des 19. und 20. Jahrhunderts zu einer nur langsam ablaufenden industriellen und wirtschaftlichen Entwicklung. Die zeitweise große Armut der Stadt trug genauso zur Erhaltung des denkmalgeschützten Ensembles bei, wie die glücklicherweise nicht erfolgten großflächigen Zerstörungen im Laufe des Zweiten Weltkriegs.
In der Nachkriegszeit kam es in Regensburg wie auch in anderen Städten zu Verlusten im Denkmalbestand und zu bedrohlichen Entwicklungen im innerstädtischen Verkehr. Jedoch wuchs in den 1970er Jahren in der Bevölkerung ein neues Bewusstsein für Denkmalschutz und Denkmalpflege, initiiert durch Bürgervereine wie die Altstadtfreunde Regensburg. Durch ihren Einsatz konnte das Regensburger und Stadtamhofer Kulturerbe vor vielen verhängnisvollen negativen Eingriffen bewahrt werden. Die damals neu gegründete Universität Regensburg konnte diesen Prozess fachlich begleiten und auch personell unterstützen. Die vielen zugezogenen Studierenden, lernten den Denkmalbestand in der Altstadt kennen oder fanden sogar in renovierten und als Studentenheimen ausgebauten Altbauten Unterkunft in der Altstadt.

### Vom römischen Legionslager zur bayerischen Hauptstadt

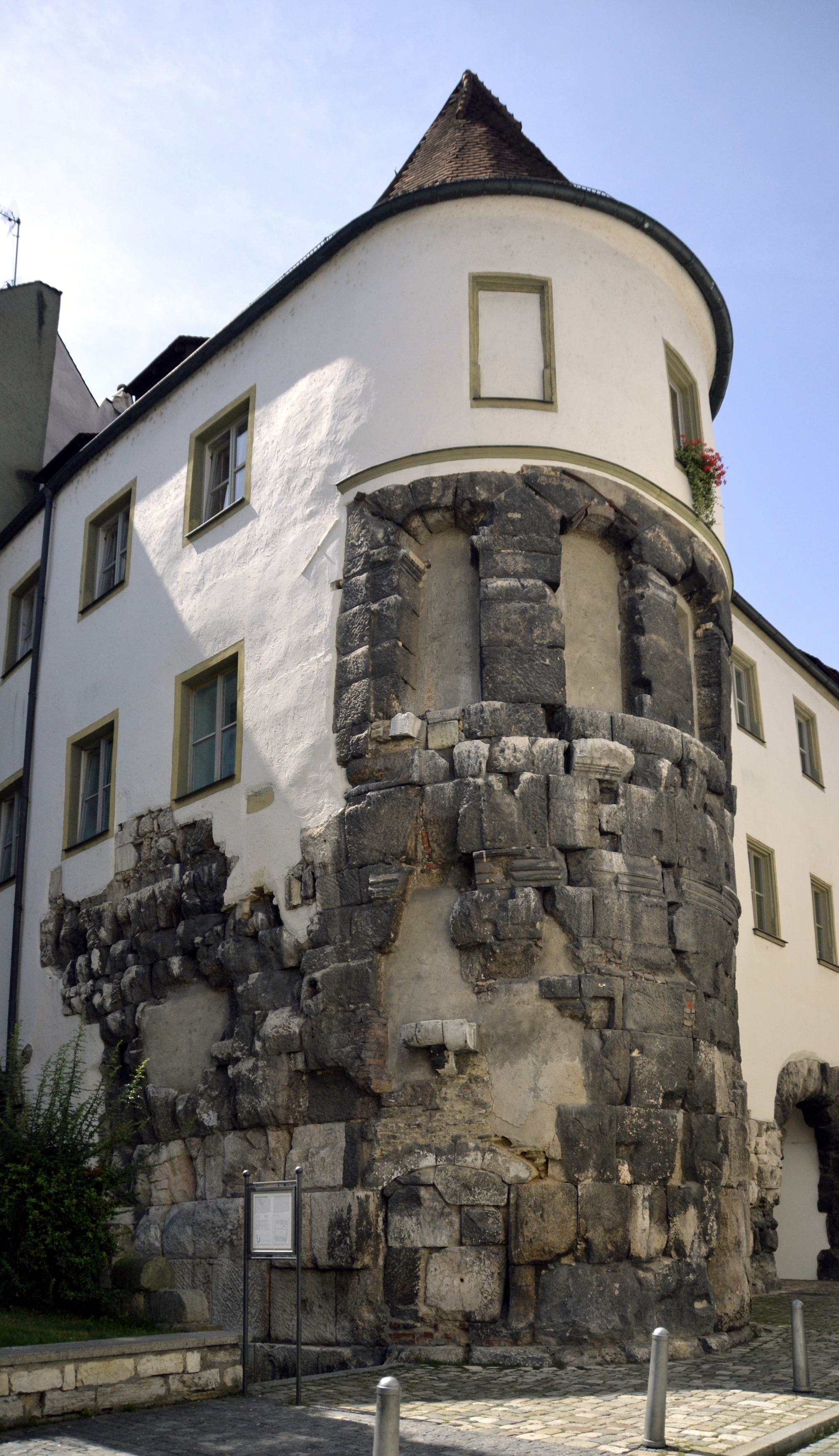
Porta Praetoria in Regensburg

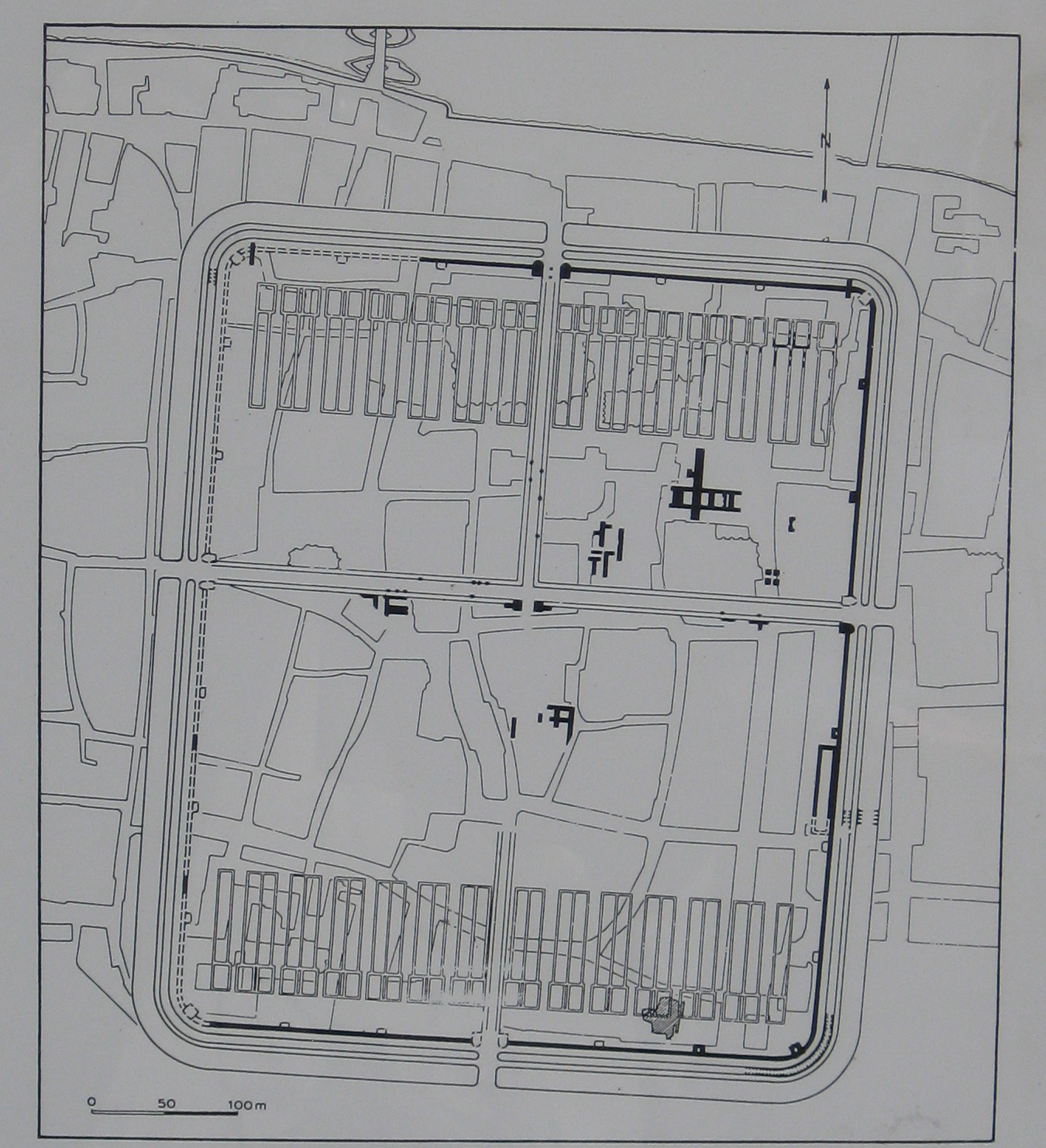
Plan des Legionslagers, eingefügt in den Grundriss der Altstadt

Die Geschichte Regensburgs begann weit vor unserer Zeitrechnung. Seit der Ausdehnung des Römischen Reichs war die römische Gründung fast zwei Jahrtausende lang von prägender Bedeutung für den bayrischen Donauraum. Die Römer erkannten die topographische Besonderheit der Lage am nördlichen Donaubogen und bauten hier ein besonders gut befestigtes Legionslager. Im Straßengrundriss der Altstadt und in vielen Bauresten zeigt sich heute noch die Lage des Legionslagers.

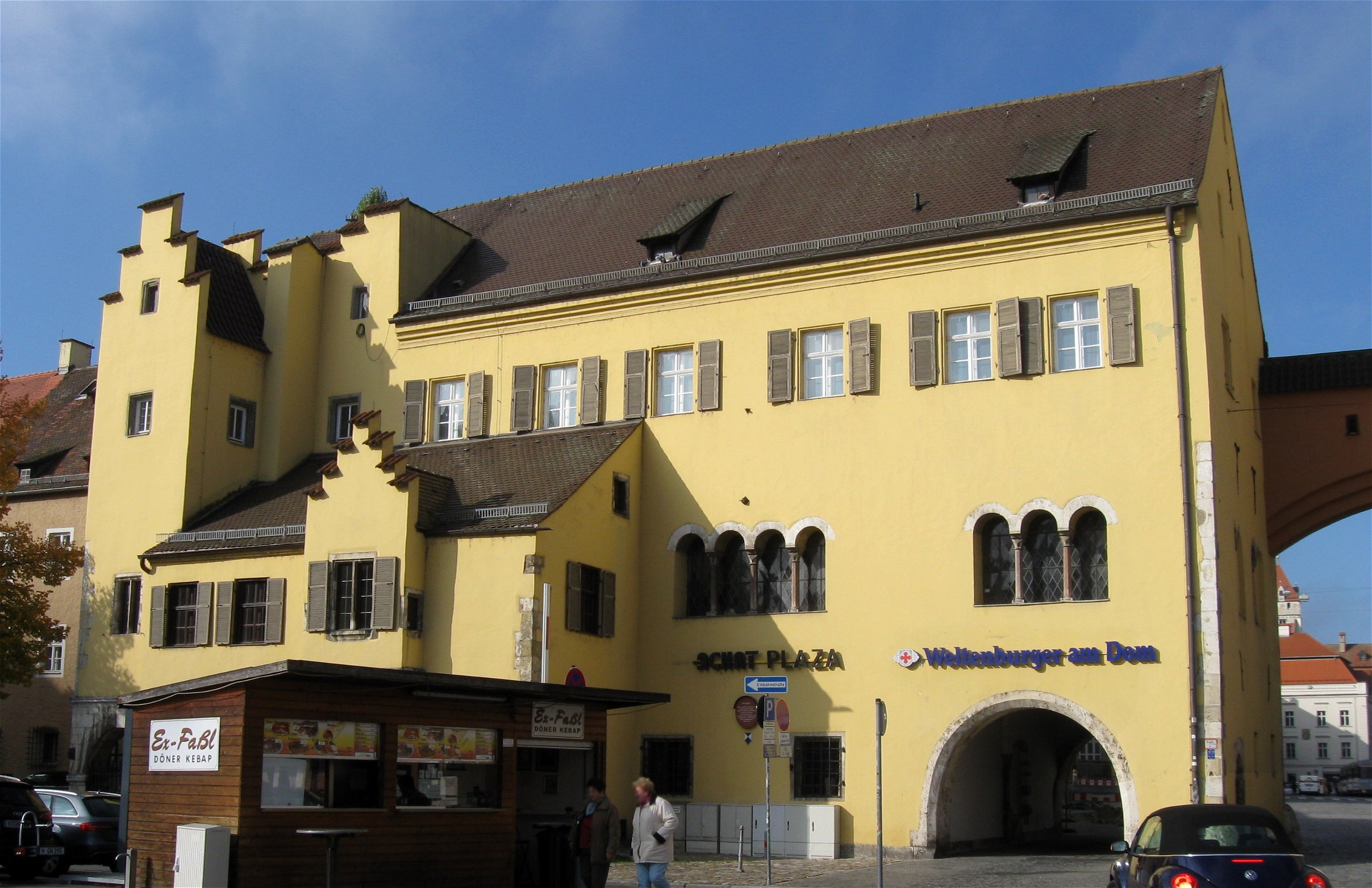
Herzogshof Ostfassade (2013)

- Schon in der Steinzeit wurde der Regensburger Donaubogen besiedelt, denn in der Nähe des nördlichsten Donauteils münden die Flüsse Altmühl, Naab und Regen, die von Norden her einmünden. Als ältester Name einer vorgeschichtlichen Ansiedlung ist der keltische Name Radasbona überliefert.
- Gegen 90 n. Chr.: Nach der Ausdehnung des römischen Reichs bis zur Donau Errichtung eines römischen Kohorten-Kastells im Bereich des heutigen Stadtteils Kumpfmühl.
- 179 n. Chr.: Eigentliche Gründung der Stadt als römisches Legionslager Castra Regina (Lager am Regen) der III. Italischen Legion in der Regierungszeit des Kaisers Mark Aurel, nachgewiesen durch eine steinerne Platte mit Bauinschrift, ausgestellt im Stadtmuseum. Überreste von Bauten aus römischer Zeit, wie die Porta Praetoria in der Gasse Unter den Schwibbögen und ein 60 m langer Abschnitt der Römermauer in der Altstadt am Dachauplatz sowie am Ernst-Reuter-Platz sind erhalten, konserviert und heute auch zugänglich. In den folgend±en Jahrhunderten bildeten sich besonders westlich des Legionslagers Vorortsiedlungen und im weiteren Umfeld des Legionslagers auch Landgüter.
- 6. Jahrhundert n. Chr.: Nach dem Ende der Römerherrschaft wurde Castra Regina als Reganespurc Herzogsresidenz der Agilolfinger und erste bayerische Hauptstadt. Die starken Mauern des Legionslagers boten sich als Schutz für die Stammesherzöge der Agilolfinger an, die ihre Residenz im nordöstlichen Teilbereich des Legionslagers errichteten.
- 739 n. Chr.: Der hl. Bonifatius stiftete das Bistum Regensburg. Gegen Ende des Jahrhunderts entstand das Kloster St Emmeram. Regensburg wurde Bischofssitz und zog weitere Klöster und Stifte an, die sich hier niederließen, wie z. B. das Stift Niedermünster und das Stift zur Alten Kapelle.
- 10. Jahrhundert: Unter dem bayerischen Herzog Arnulf I. erfolgte die Stadterweiterung nach Westen: Abbruch der westlichen Mauer des Römerlagers und Bau der Arnulfinischen Stadtmauer unter Einbezug von Kloster Sankt Emmeram.

### Wirtschaftliche Blütezeit und Aufstieg zur Reichsstadt

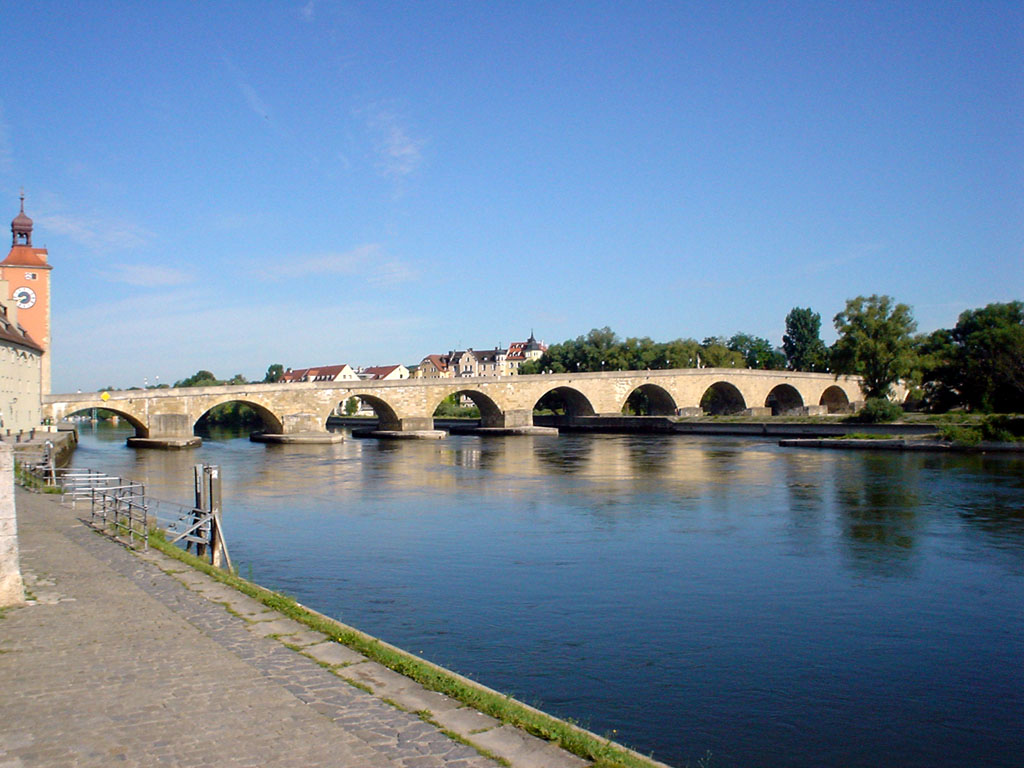
Die Steinerne Brücke

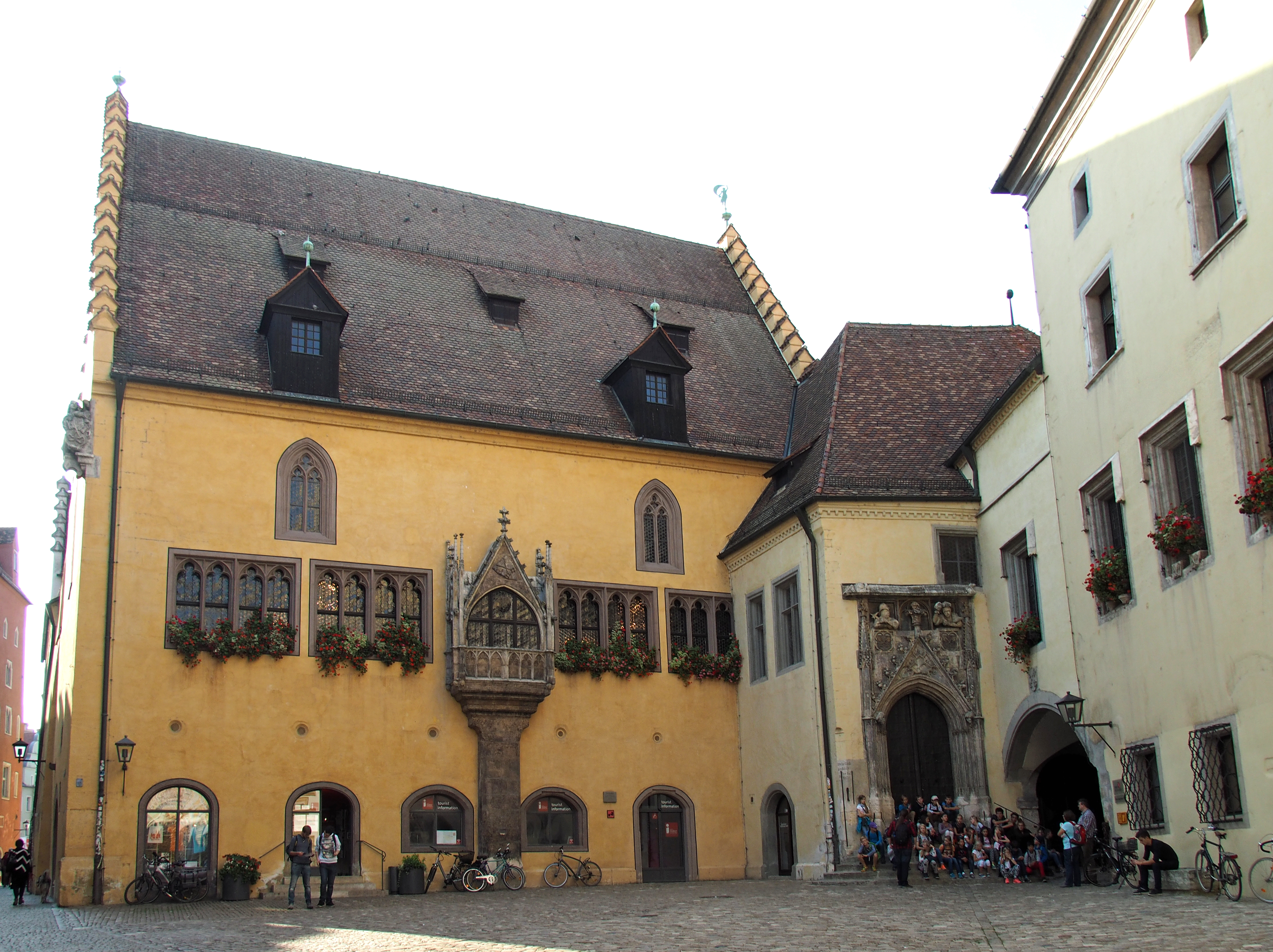
Sitz des Immerwährenden Reichstags im Alten Rathaus

Diese hochmittelalterliche Epoche der Stauferzeit war die Blütezeit der Stadt, die sich damals zur einzigen „Großstadt“ im altbayerischen Raum entwickelte.
- 11. und 12. Jahrhundert: Durch einen florierenden Fernhandel, bis nach Paris, Venedig und Kiew erlebte Regensburg eine wirtschaftliche Blüte und wurde eine der wohlhabendsten und einwohnerstärksten Städte im Reich. Dreimal sammelte sich in diesen Jahren ein Kreuzfahrerheer in Regensburg zum Zug ins Heilige Land.
- 12. Jahrhundert: Der Bau der Steinernen Brücke von 1135 bis 1146, mit der die Altstadt von Regensburg mit dem 1050 erstmals urkundlich erwähnten Ort Stadtamhof verbunden wurde, krönte die Zeit der wirtschaftlichen Blüte. Die Brücke war Ausdruck der Bedeutung und des Reichtums der Bürgerschaft und wurde als „mittelalterliches Bauwunder“ Vorbild für andere Brückenbauten, wie für die Karlsbrücke in Prag. In dieser Zeit entstanden die ersten romanischen und gotischen Bauten des Mittelalters die heute das Gesicht der Altstadt prägen. 1180 wird Heinrich der Löwe von Kaiser Barbarossa auf einem Reichstag zu Regensburg als Herzog von Bayern abgesetzt und die Wittelsbacher wurden zur Herrscherfamilie Bayerns. Sie konnten aber die Entwicklung von Regensburg zu einer unabhängigen Stadt nicht aufhalten. 1259 gaben sie ihre Residenz am Kornmarkt auf und verließen Regensburg, blieben aber nördlich der Brücke in Stadtamhof präsent, um den so wichtigen Flussübergang kontrollieren zu können. Die Rivalität zwischen den Wittelsbachern und der Reichsstadt bestimmte dann jahrhundertelang die Geschichte Regensburgs.
- 13. Jahrhundert: Nach dem Bau der Brücke setzte sich die Zeit der wirtschaftlichen Blüte fort. 1245 erhielt Regensburg den Status einer freien Reichsstadt, verliehen von Kaiser Friedrich II. Die Stadt mit ca. 20.000 Einwohnern und ca. 2.000 Personen, die eine politische Rolle spielten, blieb weiterhin eine Drehscheibe im Ost-West- und im Nord-Süd-Handel. Die Oberhäupter von ca. 60 Familien bildeten das Regensburger Patriziat. Aus ihnen setzte sich die Stadtregierung zusammen, sie waren die Bauherren der heutigen Denkmäler, der Patrizier-Geschlechtertürme und sie waren der Anreiz dafür, dass in dieser Zeit der reichen Patrizier auch die Bettelordenskirchen und -klöster entstanden, wie die Minoritenkirche und die Dominikanerkirche St. Blasius.

### Wirtschaftlicher Niedergang, Reformation, Dreißigjähriger Krieg bis 1653

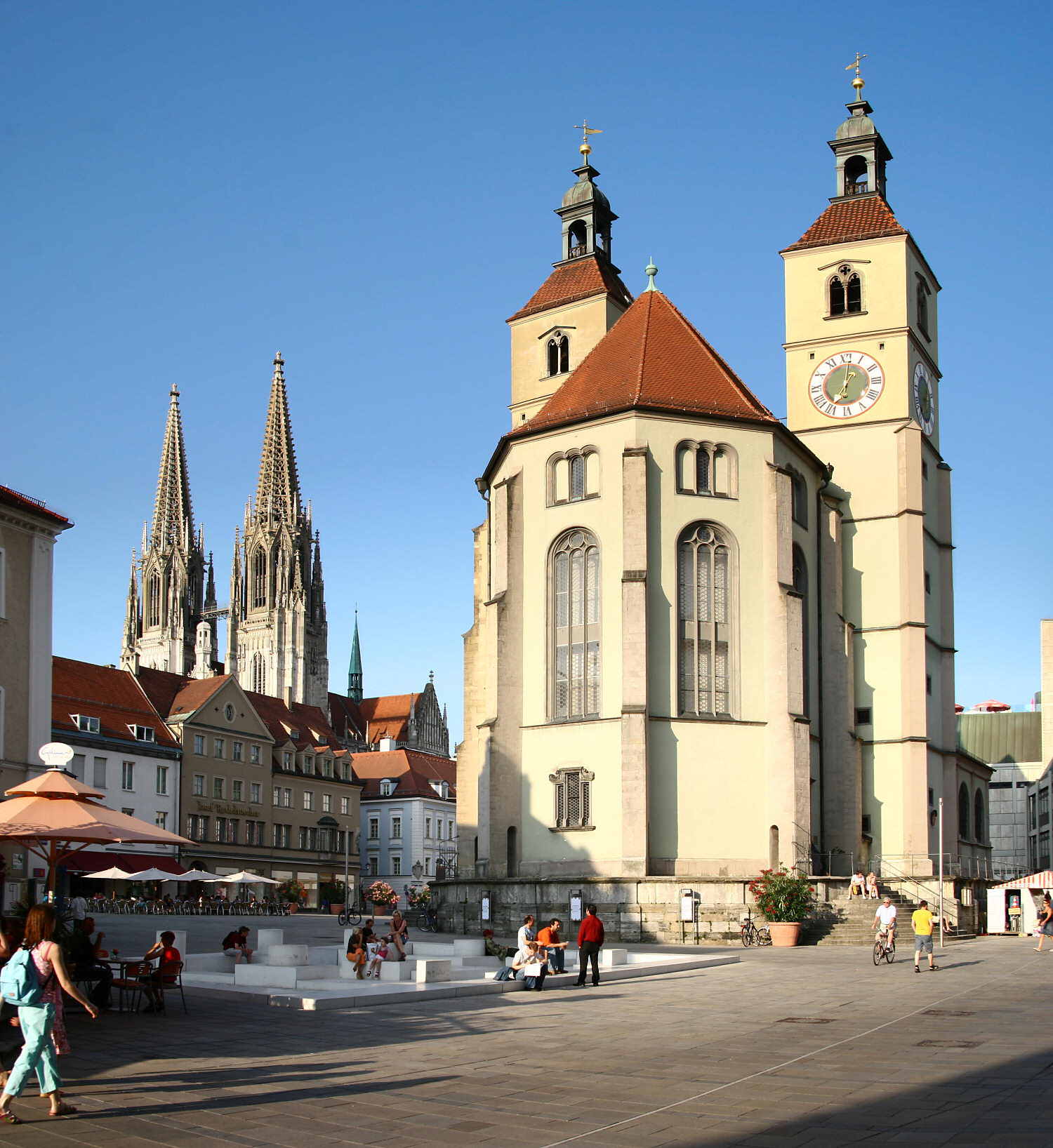
Neupfarrplatz: Standort des ehemaligen Judenviertels. Vor der Neupfarrkirche: Denkmal für die ehemalige Synagoge

Mit dem Anbruch der Neuzeit und dem Zeitalter der Erkundung der Welt waren durch Veränderungen der weltpolitischen Situationen auch die Fernhandelswege in Europa stark betroffen. Das hatte auch Auswirkungen auf die wirtschaftlichen Verhältnisse in den miteinander konkurrierenden Städten des Reiches.
- 14. Jahrhundert: Regensburg war von der Verlagerung der Handelswege besonders stark betroffen und geriet gegenüber Augsburg, Nürnberg und Wien ins Hintertreffen. Eine europaweite schwere Pestepidemie verstärkte die Handelseinbußen. Den sinkenden Einnahmen standen hohe Kosten gegenüber, denn in dieser Zeit entstanden die Stadtbefestigungsanlagen. In der Stadt forderten Zünfte und Handwerker von den Patriziern die Beteiligung an der Stadtregierung. Es kam zu Aufständen, die von den bayerischen Herzögen der Wittelsbacher im Städtekrieg militärisch genutzt wurden, um Regensburg unter ihren Einfluss zu bringen, was aber nicht gelang.
- 15. Jahrhundert: Der wirtschaftliche Niedergang von Regensburg setzte sich fort, führte zum wirtschaftlichen Zusammenbruch und zur Übernahme der Stadt durch den bayerischen Herzog Albrecht IV., der 1486 in Regensburg einzog. Vom Kaiser unter Druck gesetzt, musste der Herzog 1492 die Stadt wieder hergeben und erhielt als Ausgleich die Siedlung „Am Hof“, die zur bayerischen Landstadt Stadtamhof erhoben wurde. Regensburg geriet in die Abhängigkeit vom Kaiser und wurde von einer freien Reichsstadt zu einer Reichsstadt unter Aufsicht von kaiserlichen Kommissaren.
- 16. Jahrhundert: Als sich die wirtschaftliche Situation von Regensburg nicht verbesserte, folgte eine mehrjährige Phase mit sozialen Unruhen, ausgelöst durch Anhänger des Bayerischen Herzogs. 1514 stellte der Kaiser Regensburg unter eine neue Stadtverfassung, die sog. Regimentsordnung, die bis 1803 Bestand hatte. Die weiterhin angespannte Lage führte 1519 zur Vertreibung der Regensburger Juden und dem Abriss aller Häuser des Judenviertels. Es entstand der Neupfarrplatz zunächst mit einem provisorischen Kirchbau, der später zur heutigen Neupfarrkirche vollendet wurde. 1542 nahm der Rat der Stadt die Evangelische Konfession an und nur Bürger dieser Konfession erhielten das Bürgerrecht. Das bayerische Stadtamhof, blieb überwiegend katholisch.
- 17. Jahrhundert: In den ersten 14 Jahren des Dreißigjährigen Krieges war Regensburg von militärischen Ereignissen nicht betroffen. Die Stadt wurde im April 1632 von bayerischen Truppen überfallartig besetzt und zu einer Festung ausgebaut. Anlässlich eines Reichstages war der Astronom Johannes Kepler 1630 in der Stadt, um vom Kaiser Geld einzufordern. Er starb und wurde auf dem Petersfriedhof vor den Stadtmauern begraben. Dieser Friedhof wurde 1632 mit allen kunstvollen Denkmälern von bayerischen Besatzungstruppen zerstört. Im November 1633 wurde Regensburg von den Schweden unter Bernhard von Weimar erobert und im Juli 1634 nach mehrmonatiger Belagerung und Beschießung von kaiserlichen und bayerischen Truppen wieder zurückerobert. Bei diesen Kämpfen wurde Stadtamhof völlig zerstört, während in Regensburg nur die Stadtbefestigungsanlagen, die Wehrtürme und die Türme der Steinernen Brücke betroffen waren., die bald wieder hergerichtet wurden. Der Wiederaufbau von Stadtamhof dauerte Jahrzehnte.

### Immerwährender Reichstag und Dalbergzeit bis 1810
- 1653: Nach dem Westfälischen Frieden tagte der erste Reichstag in Regensburg und vertagte viele Probleme auf den nächsten Reichstag.
- 1663: Beginn des folgenden Reichstags, der zum Immerwährenden Reichstag wurde, weil sich die zu lösenden Probleme als dauerhaft herausstellten. Die Reichsstände ließen sich durch ständige Gesandte vertreten, die zum Teil mit Familien in der Stadt lebten und auch ganze Häuser (Gesandtschaften) anmieteten. Wenn protestantische Gesandte verstarben, wurden sie auf dem Gesandtenfriedhof begraben. Katholische Gesandte wurden in verschiedenen Klosterkirchen – häufig in St. Emmeram begraben. Viele der Grabdenkmäler sind erhalten, allein auf dem Gesandtenfriedhof finden sich 20 prunkvolle Epitaphien.
- 1713: Während der letzten großen Pestepidemie, die ca. 8.000 Tote zur Folge hatte, verließen die Gesandten am Immerwährenden Reichstag mit ihren Bediensteten die Stadt und zogen nach Augsburg. Auf der Donauinsel Unterer Wöhrd wurden Gebäude für ein Pestlazarett auf einem Areal errichtet, das heute knapp östlich außerhalb des Welterbebereiches liegt.
- 1748: Der kaiserliche Generalpostmeister Fürst Alexander Ferdinand von Thurn und Taxis wurde zum Prinzipalkommissar, dem Stellvertreter des Kaisers beim Reichstag, ernannt. Neben der Unterkunft in den Gebäuden des benachbarten Klosters St. Emmeram wurden für ihn und seine Nachfolger am Emmeramplatz zusätzliche Residenzgebäude errichtet.
- 1779: Der Nachfolger Karl Anselm von Thurn und Taxis ergriff 1779 die Initiative zur Errichtung einer die Altstadt von Regensburg umfassenden Baumallee nach Entfernung der maroden Befestigungsanlagen vor den Stadtmauern. Die heute Fürst-Anselm-Allee genannte Baumallee wurde in den Folgejahren ausgebaut und bildet heute die Grenze des Weltkulturerbegebietes im Westen, Süden und Osten.
- 1806: Das Heilige Römische Reich wurde in Regensburg aufgelöst. Als einzigem der geistlichen Kurfürsten wurde dem Kurerzkanzler Dalberg das eigens für ihn neu geschaffene Fürstentum Regensburg übereignet. In seiner kurzen Regierungszeit entstanden durch seinen Hofbaumeister Emanuel Herigoyen viele klassizistische Gebäude, darunter die ehemalige Französische Gesandtschaft am Bismarckplatz (1804/05), ab 1810 Präsidialpalais und das am Ende des Zweiten Weltkrieges teilzerstörte Gartenschlösschen Theresens Ruh, das Ende 1945 abgerissen wurde.
- 1807: Joseph von Eichendorff beschreibt bei einem Besuch die Stadt als „Eine merkwürdige Stadt, die mit ihren hohen schwarzen Häusern und engen krummen Gaßen wie eine eintzige alte Ritterburg dasteht“ und „Schöne Aussicht auf Regensburg, das von Ferne mit seinen alten Thürmen wie eine ungeheure Ruine daliegt“
- 1809: Im April wurden Regensburg, die Steinerne Brücke und Stadtamhof zu Orten einer Schlacht im Fünften Koalitionskrieg.

- Im Verlauf dieser Schlacht wurden neben 150 Wohnhäusern im südöstlichen Stadtbereich auch das Peterstor, das ehemalige Jesuitenkloster und das Klarissenkloster St. Magdalena völlig zerstört. Auch in Stadtamhof wurden fast alle Häuser zerstört. Im Zuge des jahrelangen Wiederaufbaus entstand nach 1810 die heutige Maximilianstraße mit einer die Straße südlich abschließenden klassizistischen torähnlichen Anlage, genannt Maximiliantor (Maxtor).[Anm. 1][4] an Stelle der dort weggerissenen Stadtmauer. Die Maxstraße verlief ohne Berücksichtigung von Vorbebauung und alten Gassenverläufen geradlinig vom Alten Kornmarkt nach Süden zunächst mit dem optischen Fixpunkt des dort 1808 erbauten Kepler-Monuments, das 1859 nach Westen versetzt wurde, um einen direkten Zugang zum Bahnhof möglich zu machen.
- 1810: Kurerzkanzler Dalberg muss das geistliche Fürstentum Regensburg an das neugebildete Königreich Bayern abtreten. Regensburg wurde Provinzhauptstadt des neu gebildeten bayerischen Regenkreises.

### Regensburg als bayerische Provinzstadt, Zeit der Industrialisierung bis 1933

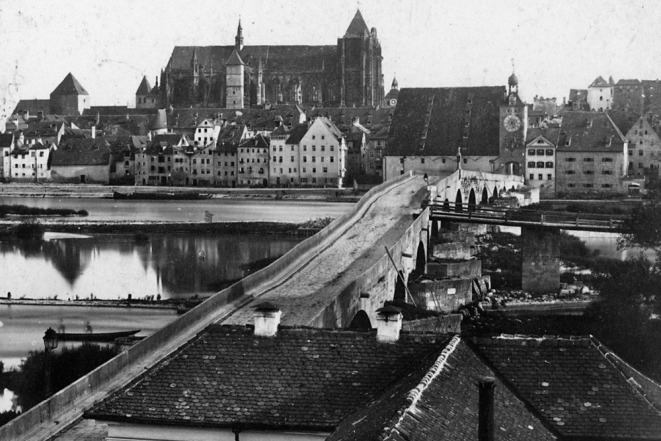
Regensburg im 19. Jahrhundert vor der Fertigstellung des Doms

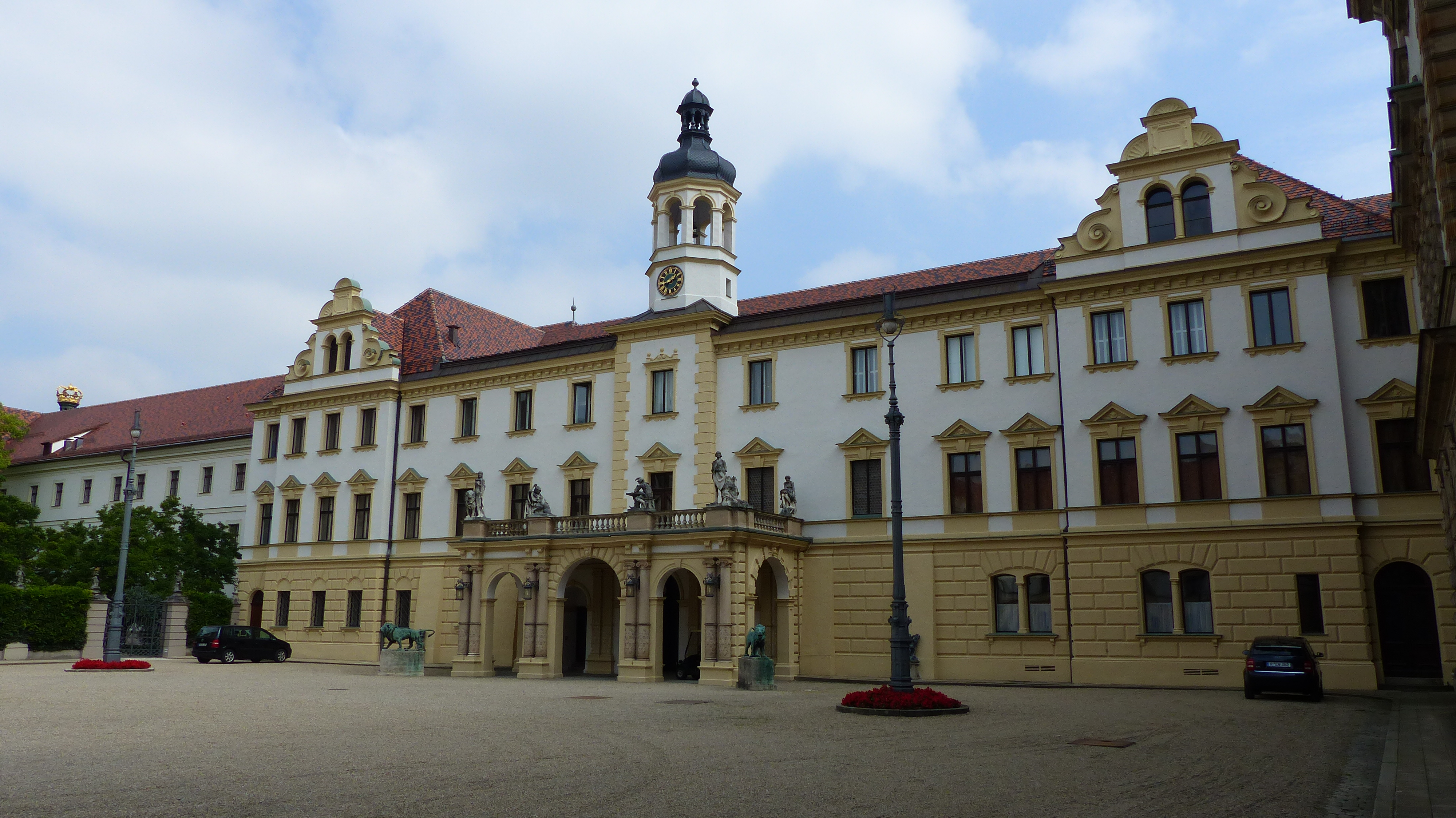
Die Fürsten von Thurn und Taxis blieben im Schloss St. Emmeram

Die Epoche der Industrialisierung mit den nach 1860 beginnenden Stadterweiterungen und mit den nach dem Abriss der Stadtmauern neu zu planenden Erschließungen neuer Baugebiete und Anbindungen neuer Einrichtungen, wie Bahnhof, Hafen, Gas-, Wasser- und Elektrizitätswerk sowie der Zuckerfabrik mit dem Langen Heinrich, durch neue Straßenführungen war entscheidend für den Erhalt der Baudenkmäler und des gesamten Altstadtensembles von Regensburg. Auftretende Probleme, den Erhalt von Baudenkmälern betreffend wurden vom damaligen Stadtbaumeister Adolf Schmetzer, der unter den Bürgermeistern Oscar von Stobäus, Hermann Geib, Alfons Auer und Otto Geßler für mehrere Jahrzehnte im Amt blieb, nicht immer so zufriedenstellend gelöst, wie im Fall der Straßenbahnauffahrt auf die Steinerne Brücke.
Zwar blieben viele Baudenkmäler – einschließlich der um 1900 vom Abriss bedrohten Steinernen Brücke – erhalten, jedoch ging kurz vor der Wende zum 20. Jahrhundert auch wertvoller Baubestand verloren, wie z. B. im Zuge der sog. Domfreilegung bei der Verbreiterung des südlichen Domplatzes. Insgesamt aber verliefen die Entwicklungen in der von katholischen Bauten und Einflüssen und vom bäuerlichen Umland stark geprägten Provinzstadt Regensburg nicht so stürmisch wie in anderen bayerischen Großstädten und wurden nicht bestimmt von der Ansiedlung großer Industrieunternehmen am Stadtrand, oder vom Bau von Wohnsiedlungen im Außenbereich der Stadt.
Besonders gefährlich für den Baubestand in der Altstadt waren Planungen von neuen, breiten, geradlinigen Straßenzügen durch gewachsene Bauquartiere von den Rändern der Altstadt in Richtung des Domes. Sehr gravierende, flächendeckende Auswirkungen auf den Baubestand der engeren Altstadt hätte die Verwirklichung der sog. Baulinienpläne gehabt. Alle Straßen und Gassen sollten beidseitig verbreitert werden, was einen Verlust vieler Gebäudefassaden bedeutet hätte. Viele Hauseigentümer wären zum Neubau der alten Häuser bereit gewesen, waren aber nicht bereit, Baugrund zur Verbreiterung der Straßen an die Stadt abzutreten. Sie entschieden sich deshalb mehrheitlich für Sanierungsmaßnahmen ihrer alten Gebäude.
Die Folge war, dass noch 1917 der politische Schriftsteller Viktor Klemperer nach einem Besuch von Regensburg die Stadt wie folgt beschrieb:

„Regensburg, die zeitfernste aller deutschen Städte. Eine wunderbare, absolut zeitlose Steinmasse ohne alle Verbindung mit der Gegenwart. Nirgends moderne Statteile oder auch nur einzelne Häuser, nirgends Wachstum, Verkehr Fremdenzustrom. Um Alt-Braunschweig zieht sich eine moderne Stadt, um Alt-Regensburg gar nichts“

#### Liste von Ereignissen
- 1810 / 1827: Dem Fürstenhaus Thurn und Taxis werden die Gebäude des Klosters Sankt Emmeram übereignet.
- 1832–1848 war Gottlieb von Thon-Dittmer Bürgermeister. Als Anhänger einer liberalen Politikausrichtung wurde er Sprecher der protestantischen Opposition in der Kammer der Abgeordneten und 1848 für einige Monate bayerischer Innenminister.
- 1838: Regensburg wurde Hauptstadt des Kreises Oberpfalz und Regensburg, der im Wesentlichen den Abgrenzungen des heutigen Regierungsbezirks Oberpfalz entspricht.
- 1910: Eröffnung des Winterhafens auf dem Unteren Wöhrd in der Altstadt und des Luitpoldhafens im Westen vor der Stadt unter Bürgermeister Hermann Geib, dessen Amtszeit (1903–1910) auch durch die Schaffung kommunaler Einrichtungen im Bereich des Gesundheits- und Sozialwesens und der Hausmüllabfuhr geprägt wurde.

#### Liste von Baumaßnahmen und Gründungen
- Um 600 entstand unter den Agilolfingern innerhalb des noch bestehenden römischen Legionslagers Castra Regina eine Agilolfingische Pfalz.  Ihr Nachfolger Karl der Große nahm bis 803 mehrmals seinen Aufenthalt in den Pfalzgebäuden, die er zu einem Herzogshof als Königspfalz der Karolinger ausbaute.
- 739 Entstehung Kloster Sankt Emmeram
- um 800 / 900

1. Gründung Kollegiatstift zur Alten Kapelle unter König Ludwig der Deutsche
2. Gründung Stift Niedermünster
3. Gründung Stift Obermünster

- um 950

1. Baubeginn des romanischen Doms, Erweiterung um 1000 (Verlust durch Brand 1273)
2. Entstehung des Römerturms

- 1002 Wieder-Gründung Kollegiatstift zur Alten Kapelle unter Ostfrankenkönig Heinrich II.
- 1021 Haus Roter Herzfleck am Rathausplatz Nr. 2, 1021 erstmals erwähnt als Hofstatt des Sifts Obermünster. Saniert 2001[7]
- 1111 / 1120 Baubeginn der Schottenkirche St. Jakob (Regensburg), bzw. Schottenkloster St. Jakob (Regensburg)
- 1138 Bau des Stifts der Augustiner-Chorherren St. Mang und St. Andreas Stadtamhof
- 1200 Baubeginn Runtingerhaus Keplerstraße 1.
- 1210 Übergabe einer romanischen Kirche (Entstehung unbekannt) auf dem Ägidienplatz an die Deutschordenskommende St. Ägid (Regensburg). Bis zum Ende des 16. Jahrhunderts mehrmals umgebaut und erweitert zur heutigen Aegidienkirche.
- 1225 Bau der Kirche  St. Ulrich als Pfalzkapelle der bayerischen Herzöge
- ab 1229 Bau der Dominikanerkirche St. Blasius
- 1250 Altes Rathaus, mit Rathausturm. Erweiterungsbauten Reichssaal und Portalbau später errichtet
- 1250 Goldener Turm in der Wahlenstraße, erweitert nach 1300 und 1400
- 1260 Goliathhaus, Umbau 1570
- 1275 Regensburger Dom Baubeginn des gotischen Doms, liturgisch nutzbar ab 1443, Nordturm um 1500
- 1300 Baumburger Turm, erweitert im 15. Jhd.
- um 1300 Bau der Oswaldkirche als katholische Spitalkirche des zugehörigen Armenspitals, ab 1542 genutzt als protestantische Spital-Kirche
- 1320 / 1330 Reichssaalgebäude beim Alten Rathaus.
- 1340 Marktturm beim Alten Rathaus am Kohlenmarkt, abgebrannt 1706.
- 1355 Heuporthaus, barockisiert, Fassade verändert nach 1933.
- 1381 Neubau der gotischen Stiftskirche St Johann nach Vorgängerbauten ab 845, die dem Dombau weichen mussten.
- 1408 Portalbau als Verbindung von Reichssaalgebäude mit dem Alten Rathaus. 1564 verändert
- 1519 Nach Abbruch des Judenviertels Beginn Neubau der Neupfarrkirche als katholische Wallfahrtskirche. Provisorische Beendigung des Baus 1540 und Nutzung als erste protestantische Kirche. 1860 Aufstockung Südturm, Bau eines die Westfassade  abschließenden Chors.
- 1597 Neubau des Andreasstadels in Stadtamhof
- 1627–1631 Neubau der protestantischen Dreieinigkeitskirche
- 1650 Kloster St. Kassian und Kirche, auf Anregung von Bischof Kardinal Wilhelm von Wartenberg.
- 1697 Kirchbau St. Mang auf den Fundamenten des 1634 zerstörten Altbaus  Stadtamhof
- 1713 / 1715 Kirchbau Dreifaltigkeitskirche (Regensburg)
- 1804–1806 Bau des Dörnbergpalais (Kumpfmühler Straße Nr. 2)
- 1804 ließ der Thurn und Taxische Hofrat Georg Friedrich von Müller das Württembergische Palais errichten und die Gartenanlage aus der sich der heutige Herzogspark entwickelte.
- 1808 in der Fürst-Anselm-Allee errichtet Kepler–Monument
- 1827  Bau des Marstalles bei Schloss Emmeram.
- 1833 Bau des Wirtschaftsgebäudes für die Herstellung von Seide in der Seidenplantage auf den Winzerer Höhen
- 1854–1856 Bau der Königlichen Villa an der Donau mit Parkanlagen auf dem Gelände der ehemaligen Ostenbastei.
- 1859–1860: Bau des ersten Regensburg Hauptbahnhofs und Eröffnung der Bahnlinien nach München, Nürnberg (über Amberg) unter Bürgermeister Friedrich Schubarth. Die weitere Stadtentwicklung stagniert.
- 1859 bis 1869 Ausbau der Domtürme und Vollendung der Turmhelme, Architekt Franz Josef von Denzinger.
- Nach 1860 bis zum Beginn des 20. Jahrhunderts Neubau von 10 Villen Wittelsbacherstraße
- nach 1860 bis zum Beginn des 20. Jahrhunderts mehr als 10 Villen Albertstraße, Margaretenstraße, Kumpfmühlerstraße
- 1873 wurde die direkte Bahnlinie nach Nürnberg und die Linie nach Ingolstadt eröffnet. 1888/92 Neubau des Bahnhofs 100 m nördlich vom ersten Bahnhof.
- 1868/9 Neubau der Gschwendtner-Villa am heutigen Standort des Verwaltungsgebäudes der Industrie- und Handelskammer. Später verkauft und Schwarzhauptvilla, danach Enteignung und NSDAP-Parteizentrale. Abbruch nach dem 2. Weltkrieg,
- 1896 Erhaltung des Goliathhauses durch Abwehr des geplanten Abbruchs
- 1883–1888 erfolgte der Neubau des Südflügels und der Umbau anderer Gebäude von Schloss St. Emmeram im Stil der Neorenaissance unter Leitung des fürstlichen Baumeister Max Schultze zur heutigen Schlossanlage.
- 1889 Baubeginn des Parkhotels Maximilian mit prunkvoller Neurokokofassade, geplant von Julius Poeverlein am attraktiven Standort westliches Südende der neuen Maximilianstraße. Der Bau erfolgte auf dem Zwingergelände der ehemaligen Stadtmauer, so dass die Reste der dort verlaufenden Römermauer als nördliches Fundament des Gebäudes und der aufgeschüttete ehemalige Stadtgraben als Hotelgarten dienen konnten.[Anm. 2][8]
- 1891–1893 Bau des Gebäudes Amtsgericht Stadtamhof am Ort des ehemaligen Franziskanerklosters St. Kassian, dessen 1809 teilzerstörte Gebäude als Gefängnis genutzt und 1891 abgerissen wurden.
- 1897 Neubau des Jugendstilgebäudes Alumneum nach Plänen von German Bestelmeyer
- Ab 1900: Bebauung von der Tannstr. mit fast ausnahmslos herrschaftlichen, mehrgeschossigen Jugendstil-Mietshäusern mit Großwohnungen
- Ab 1900: Ausbau der Infrastruktur (Gas-, Elektrizitäts- und Wasserversorgung, Kanalisation). Stadterweiterungen im Osten und Westen mit Verkehrserschließungen, Schulneubauten. Ab 1903 nimmt die Straßenbahn ihren Betrieb auf. Alle Baumaßnahmen und auch die Einrichtung der Straßenbahnlinien erfolgte – mit Ausnahme des Domplatzes, wo schon 10 Jahre zuvor ein Ausbau stattgefunden hatte – ohne Verbreiterung von bestehenden Straßen und ohne Verlust von Baudenkmälern.
- 1903 Bau eines Schwibbogens zwischen dem Amberger Salzstadel und dem Brückturm für die stadtseitige Auffahrt zur Steinernen Brücke für die neue Straßenbahn. Die Brücktor-Durchfahrt war zu schmal. Für den Bau war der Abriss von zwei Häusern (darunter das Brückenzollhaus) erforderlich.

- ab 1904 westlich außerhalb des Thurn und Taxis Schlossgeländes wurde das fürstliche Hofmarschallamt errichtet, das mit dem neuen Helenentor an das Emmeramer Tor auf dem Schlossgelände angeschlossen wurde. Nördlich davon entstand als Remise für Kutschen und Automobile (heuteFürstliches Brauhaus).

#### Liste von  Abbruchmaßnahmen und Verlusten
- 917 / 919 Im Zuge des Neubaus der Arnulfinischen Stadtmauer erfolgte der Abbruch der westlichen Mauer des Römerlagers Castra Regina, einschließlich des westlichen Tores, der Porta principalis sinistra. Die übrigen Mauern des Römerlagers blieben zur weiteren Nutzung erhalten.
- 1273 Verlust des romanischen Doms durch Brand
- 1634 Zerstörung des Stifts der Augustiner-Chorherren St. Mang und St. Andreas Stadtamhof im Verlauf der Kämpfe um Regensburg (1632–1634)
- 1809 Zerstörung der Türme und Toranlagen des Peterstors endgültiger vollständiger Abbruch ca. 1880
- 1809 Zerstörung des Klarissenkloster St. Magdalena im Verlauf der Schlacht bei Regensburg
- 1809 Zerstörung des Jesuitenklosters Mittelmünster im Verlauf der Schlacht bei Regensburg
- 1810 erfolgte der Abbruch des Nordturms der Steinernen Brücke des Schwarzen Turms in Stadtamhof einschließlich der vorgelagerten Stadtbefestigungsanlagen des nördlichen Brückenkopfes, die im Verlauf der Schlacht bei Regensburg 1809 zerstört worden waren.[9]
- 1812 Beseitigung des 1809 beschädigten  Schwarzen Burgtores, Nachfolgerbau des Osttores vom Römerlager, der Porta Principalis Dextra.
- 1830 Abbruch der Gebäudegruppe am Westende der Ludwigsstraße bestehend aus dem ehemaligen Ruozanburgtor mit Uhrturm „Neue Uhr“ und einem alten Giebelhaus mit Durchgang zum Arnulfsplatz zu Gunsten des freien Blicks auf den Arnulfplatz.
- 1830 wurden alle Gebäude des im 13. Jahrhundert entstandenen und 1810 aufgelösten Augustinerklosters am Neupfarrplatz verkauft und teilweise abgerissen. 1836 wurde auch die zugehörige Augustinerkirche am westlichen Neupfarrplatz wegen Baufälligkeit abgebrochen.
- Ab 1868: begann der Abriss der Stadtmauern und fast aller Stadttore unter Bürgermeister Oskar von Stobäus. Erhalten blieben nur das Ostentor, das Emmeramer Tor und die beiden kleinen Vortürme der Jacobstoranlage, die neugotisch überformt wurden.
- Nach 1869 bis 1902 erfolgten  drei Abbrüche und eine Entkernung im Bereich der Goliathstraße / Watmarkt. Mit diesen Abbrüchen bzw. Entkernungen erlitt ein aus Sicht des Denkmalschutzes einzigartiges Ensemble eines mittelalterlichen Kaufmannsviertels unersetzliche Verluste. An diesem Ort bestand damals die Gefahr einer beginnenden Eigendynamik in Hinsicht auf eine geplante Begradigung und Verbreiterung von Brückstraße und Goliathstraße, als einem der reizvollsten und charakteristischsten Stadteingänge in Deutschland. In den Auseinandersetzungen um die Baumaßnahmen ging es um die städtebauliche Einbindung der vier Denkmalschutzobjekte in die historische Stadtstruktur. Dies wurde als Aufgabe der Denkmalschutzes gesehen. Jedoch fanden die Diskussionen unter einem Denkmalschutzrecht statt, das erst im Entstehen begriffen war und die Diskussionen entarteten die Diskussionen zu heftigen Streitereien, ausgetragen unter dem Motto „Auf zum Rettungswerk: Kunstpflege altehrwürdiger Denkmäler oder Vandalismus und Barbarei“[10]

1. 1869 Abbruch des Bärbingerhauses (Watmarkt 2 / F6), ein mittelalterliches Gebäude (1280/1300), östliche Seite des Kohlenmarktes.[Anm. 3] Beim Abbruch entdeckt: eine Schatztruhe mit 39 silbernen Schmuckstücken und Urkunden von 1580–1627, versteckt im 30-jährigen Krieg.[Anm. 4]
2. 1896 konnte der Abbruch des Goliathhauses (Watmarkt 5 / F20), abgewendet werden.[Anm. 5] Die Süd- und die Nord-Fassade, mit dem Goliathgemälde, blieben erhalten, jedoch erfolgte ab 1897 eine totale Entkernung des Gebäudes, als dem Erstlingswerk des jungen Architekten Joseph Koch.
3. 1902 erfolgte der Abbruch des mittelalterlichen Betzingerhauses (Watmarkt 3 / F21), das dem Goliathhaus westlich benachbart war. Es entstand ein Neubau, wobei die Süd-Fassade am Watmarkt teilweise erhalten blieb. Dort entstand an Stelle eines Barockerkers ein zweigeschossiger Erker im Stil der Neurenaissance. An der Brüstung im 1. OG zwei vollplastische Halbfiguren in Patrizierkleidung.
4. 1903 erfolgte der Abbruch des Fabriziushauses (Watmarkt 1 / F22) in Ecklage von Watmarkt und Goliathstraße.[11]

- 1873 stieß man nach Abbruchmaßnahmen zur Erweiterung der Karmelitenbrauerei bei der Auskofferung der Baustelle auf die Fundamente des Osttores des Römerlagers Castra Regina und fand dabei die berühmt gewordenen Bauinschrift des römischen Legionslagers.
- 1875 Endgültiger Abbruch der Ruinen der Toranlage des Peterstors
- 1888 / 1903 Verlust des westlichen Teils des Maxtores beim Bau des Parkhotels Maximilian in der Maximilianstraße
- 1889 Verlust des Dollingerhauses mit dem Dollingersaal durch Abbruch[12]
- 1893/5 wurden drei mittelalterliche Gebäude, im Osten der Südseite der Domstraße abgebrochen: der Salzburger Hof, der Dompfarrhof und die Alte Post. Abgebrochen wurde auch der Turm der nördlich gegenüber liegenden Kirche St. Ulrich und geplant, aber nicht verwirklicht, war auch der Abbruch der dem Dom nordwestlich benachbarten, 1887 durch Brandschäden schwer betroffenen Stiftskirche St. Johann. Ziel der Abbrüche war es, die damals noch schmale Domstraße zu verbreitern, um von allen Seiten einen besseren Blick auf die neuen Domtürme zu ermöglichen. Außerdem musste Platz geschaffen werden für einen nach Süden zurückgesetzten Neubau der Neuen Dompost im Stil der Neurenaissance. Dieser Neubau war nach seiner Fertigstellung dem östlich von ihm gelegenen, aus dem 6. Jahrhundert stammenden Herzogshof, der Residenz der frühen bayerischen Herzöge, unmittelbar benachbart.[13]
- 1902/03 Unter Verlust einiger Bausubstanz erfolgte der Bau eines Schwibbogens zwischen dem Amberger Salzstadel und dem Brückturm als Durchfahrt für die neue Straßenbahn.
- 1911 Abbruch der Franziskanerkirche am Franziskanerplatz und Neubau eines Wohnhauses Franziskanerplatz 10
- 1945 (Dezember) Abbruch der durch Bombentreffer beschädigten klassizistischen Villa Theresens Ruh oder Theresienruhe im östlichen Fürstenpark
- 1955 Abriss der Geschwendtner Villa zu Gunsten des Neubaus der IHK (Industrie- und Handelskammer)
- 2012 Abbruch des Hotel Karmeliten am Eingang zum Dachauplatz für Neubau „Palais Karmeliten am Dom“ mit Supermarkt und Wohnungen (Fund eines römischen Bronzepferdchens).

### Zeit des Nationalsozialismus
In der Zeit des Nationalsozialismus kam es auf dem südlichen Domplatz zu schweren Verlusten an historischen Baudenkmälern. Große Bereiche der Altstadt zwischen Bismarckplatz und Domplatz waren kurzzeitig von geplanten Straßendurchbrüchen bedroht. Erstmals fanden in einem Altstadtbereich westlich des Rathauses Hausabbrüche statt. Beide Eingriffe in die Struktur der Altstadt wurden aber nicht verwirklicht bzw. eingestellt. Noch vor Ausbruch des Krieges wurden auch die bereits begonnene Baumaßnahmen zum Bau der West-Ost-Autobahn A3 und der Süd-Nord-Autobahn A93 eingestellt. Beim Bau mehrerer großer Siedlungen, entstanden in den nördlichen, südlichen und östlichen Vororten der Stadt die heute als denkmalgeschützte Ensembles bezeichneten Wohnsiedlungen. Ansiedlungen einiger Industriebetriebe (z. B. im Westen die Werke der Messerschmitt AG) erfolgten außerhalb der Altstadt. Das hatte im Zweiten Weltkrieg zur Folge, dass die Altstadt von Regensburg von flächenhaften Zerstörungen verschont blieb. Die Zerstörungen beschränkten sich – mit einigen schwerwiegenden Ausnahmen – auf die Industriebetriebe in den Vororten, auf Bahnanlagen, Brücken und auf Hafengebiete, die aber teilweise im Bereich der östlichen Altstadt lagen.

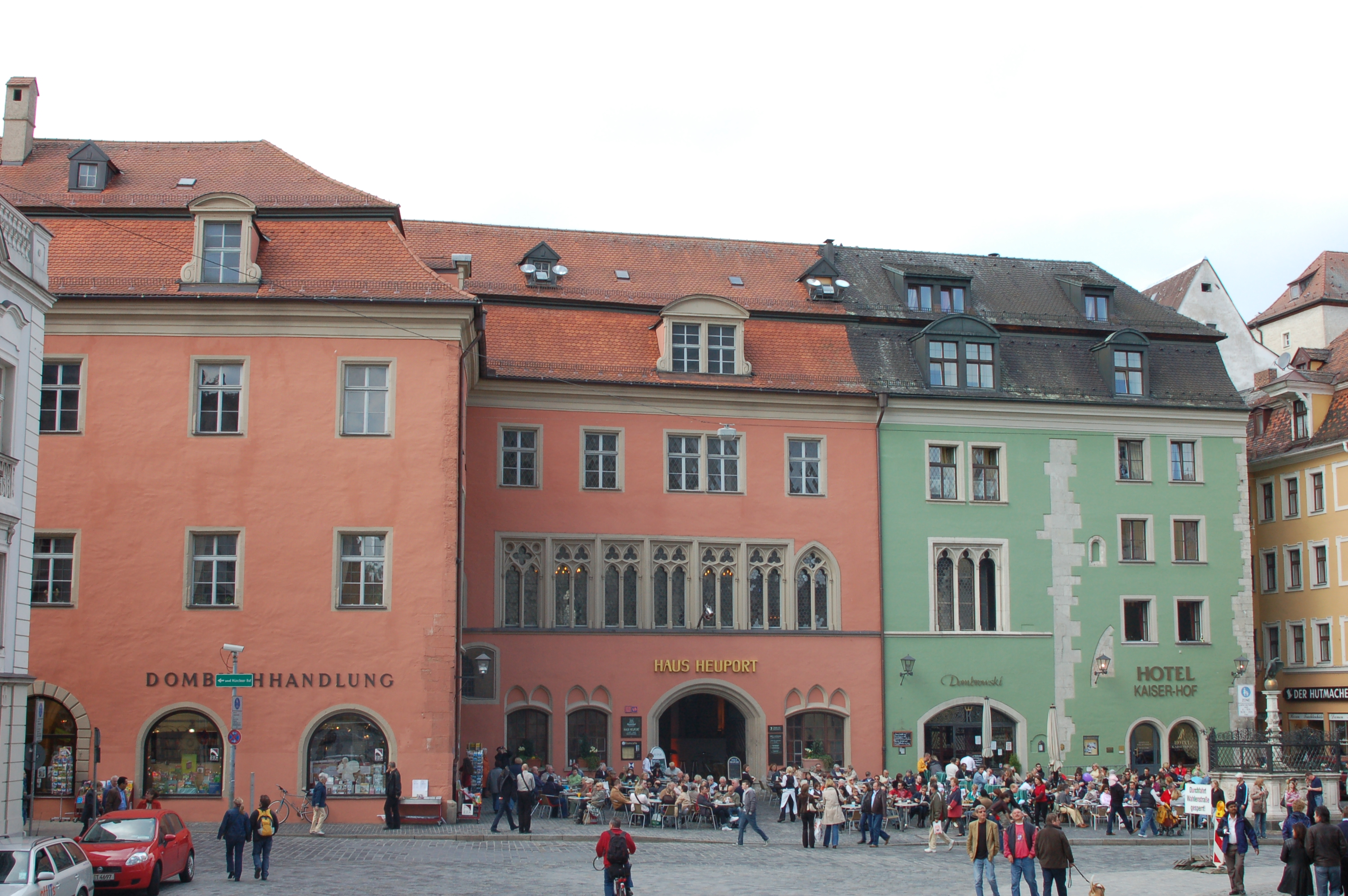
Haus an der Heuport

- 1900–1934 wurde erwogen, zur besseren Verkehrserschließung der Altstadt die vierflügelige, gotische Patrizierburg Heuporthaus für einen Straßendurchbruch vom Bismarckplatz zum Domplatz abzureißen. Der Plan wurde nicht verwirklicht. Stattdessen wurde das Heuporthaus saniert und – veranlasst vom Museumsdirektor und Denkmalpfleger Walter Boll – durch Einbau einer gotischen Fassade regotisiert. Damit sollte das Haus aufgewertet und vor weiteren Abbruchplänen geschützt werden.[14][15]
- Ab 1934 gab es den ersten Versuch einer Stadtsanierungsmaßnahme nordwestlich des Rathauses, deren Notwendigkeit seit der Jahrhundertwende bekannt war. Dort lag der am dichtesten bebaute Wohnbereich der Stadt, der durch Abbruchmaßnahmen aufgelockert werden sollte. Als sich zeigte, dass durch begonnene Hausabbrüche der gesamte Resthausbestand statisch gefährdet war, wurden die Sanierungsmaßnahmen abgebrochen.[14]

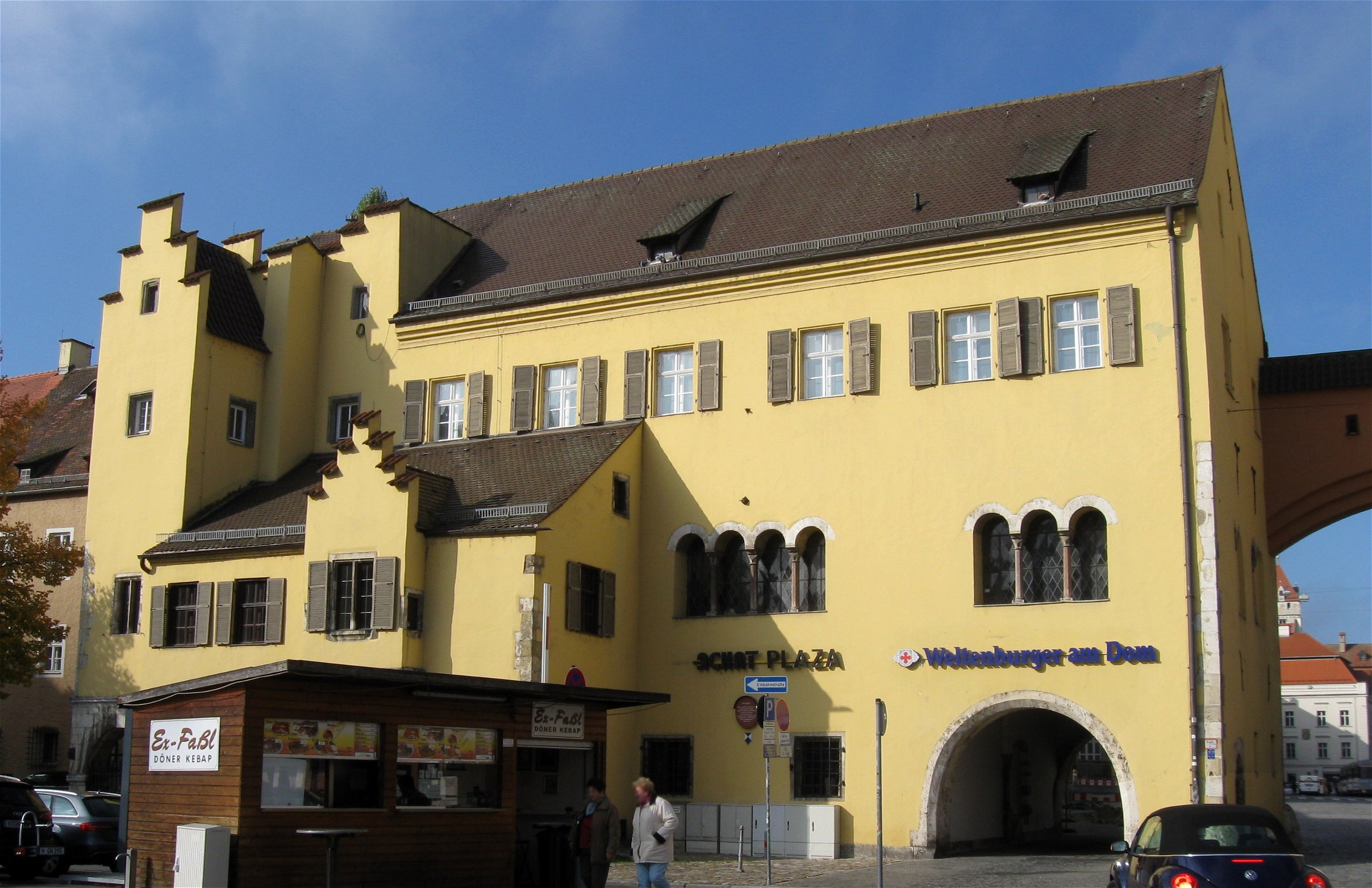
Herzogshof Ostfassade (2013)

- Ab 1936 nur 40 Jahre nach dem Neubau der Dompost wurde deren Neurenaissance-Dekor wieder entfernt. Auch ein Erweiterungsbau wurde beschlossen, weil man das Postgebäude vor 40 Jahren viel zu klein geplant hatte. Für den Erweiterungsbau wurde der östlich benachbarte Herzogshof auf Abbruch käuflich erworben. Der geplante Totalabbruch des Herzogshofs konnte durch Widerstand von Denkmalpfleger Walter Boll verhindert werden. Es kam jedoch zu einem Teilabbruch der westlichen Gebäudeteile des Herzogshofs und zu einer von Boll betriebenen Reromanisierung des Restgebäudes, in dem der Herzogssaal erhalten blieb.[16]

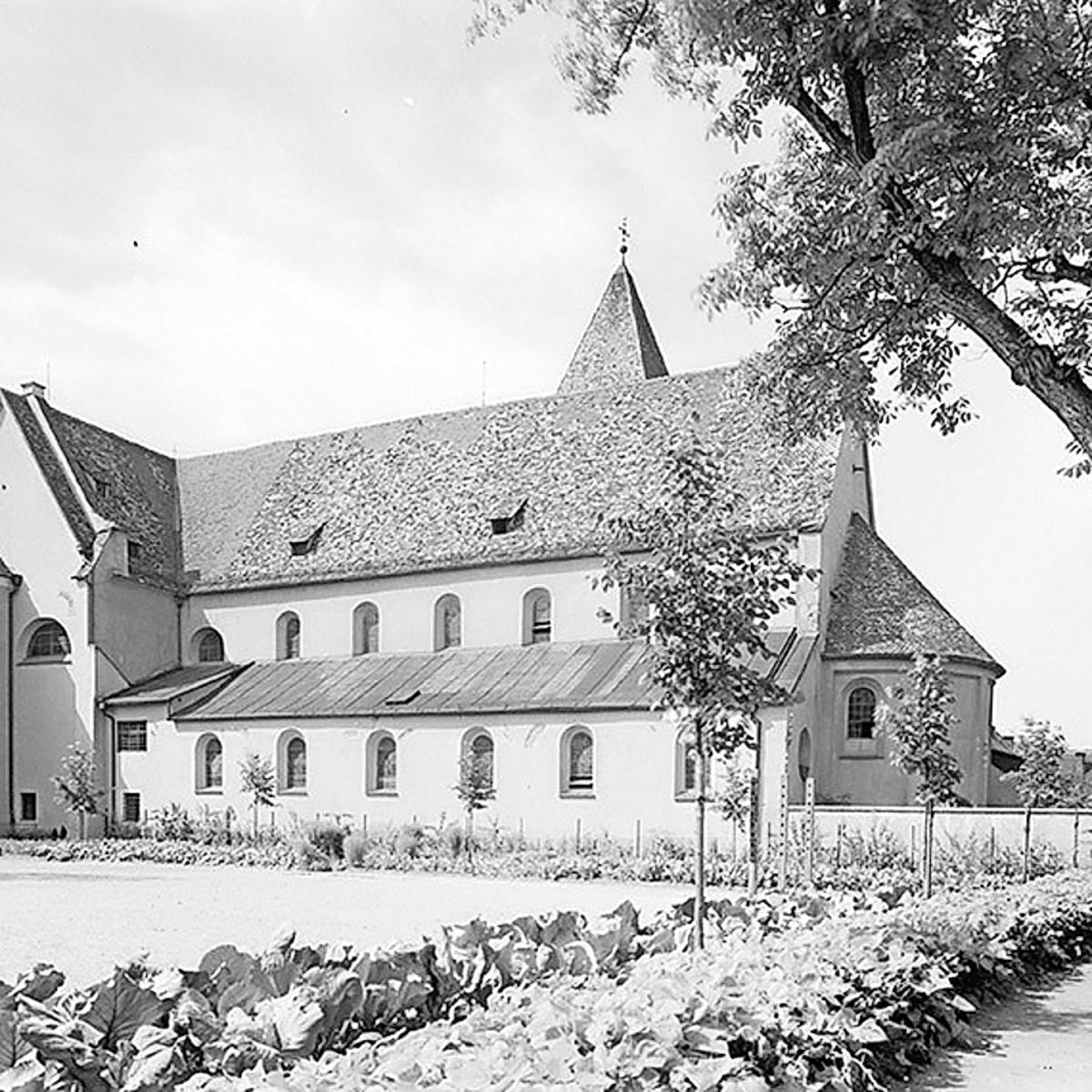
Stiftskirche Obermünster (1925)

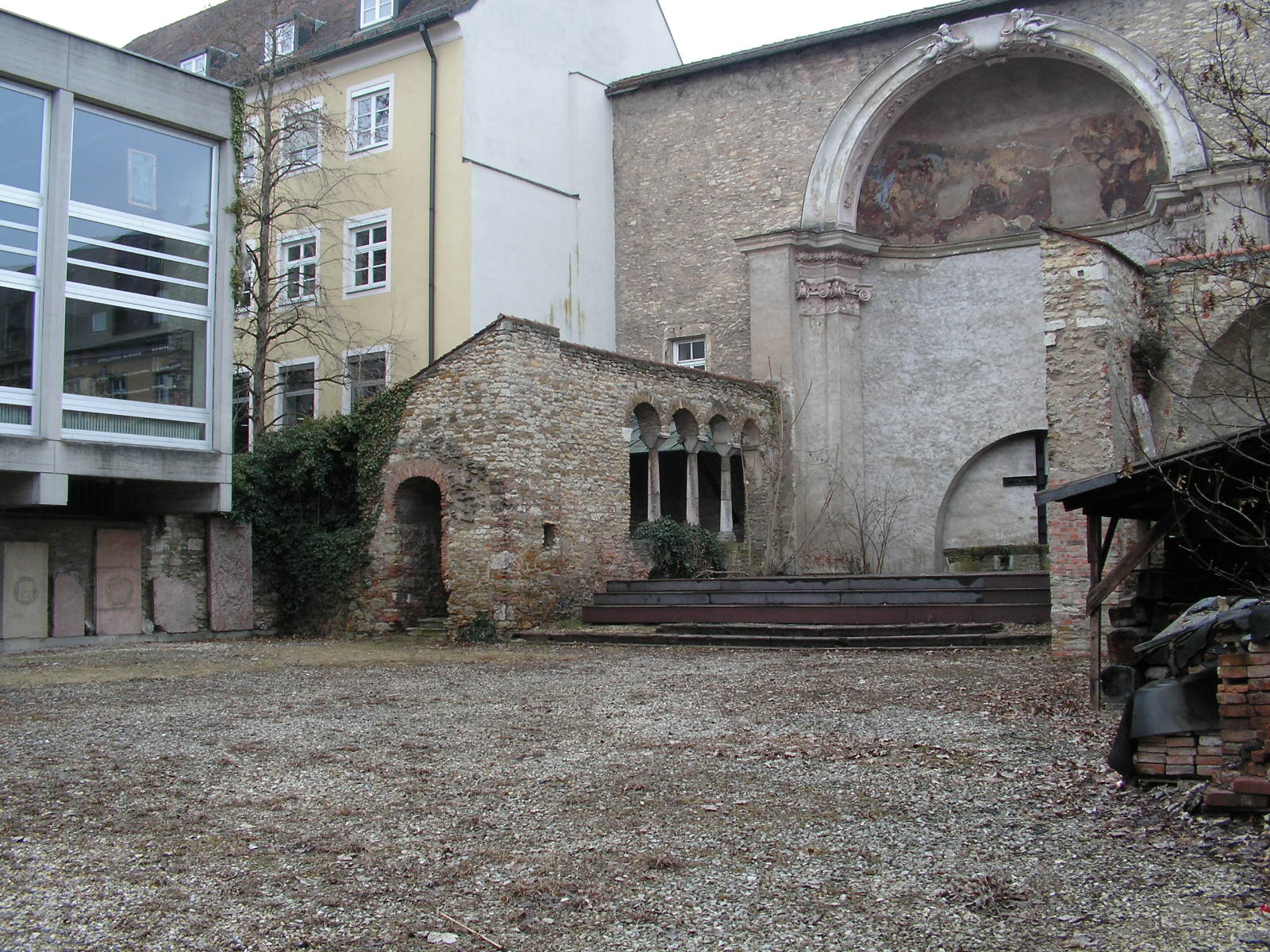
Ruine Stiftskirche Obermünster (2014)

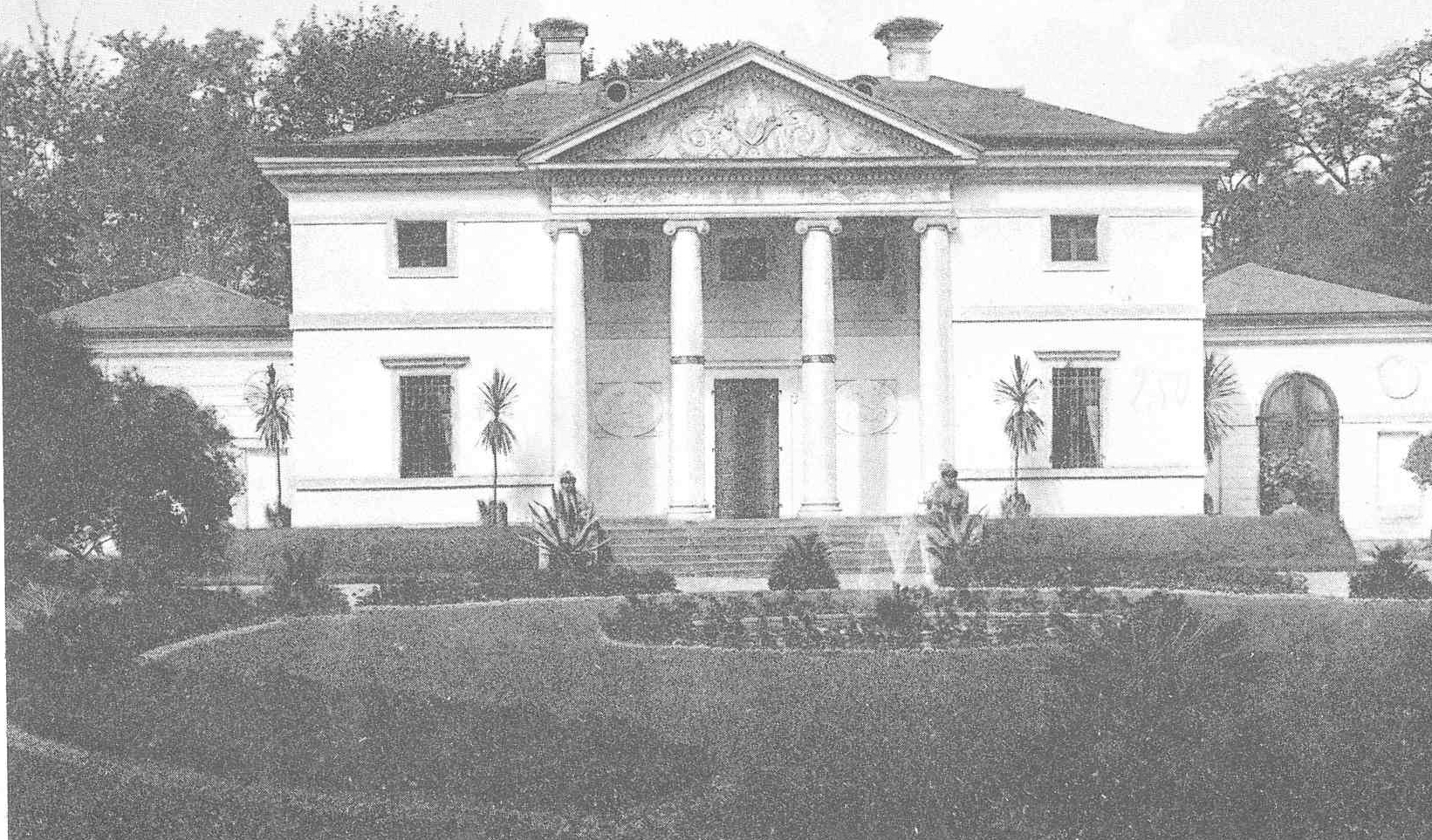
Gartenschloss Theresens Ruh

- Im November 1938 wurde im Zuge der Reichspogromnacht die jüdische Synagoge am Brixner Hof zerstört
- Ab 1940 / 1960: Einstellung der Bauarbeiten für die beiden Autobahnen A3 und A93, für die außerhalb des Stadtgebietes bereits Brückenbauwerke entstanden waren. Die Trasse der West-Ost-Autobahn sollte das Stadtgebiet nur tangieren und verläuft dementsprechend heute weit südlich der Altstadt. Dagegen folgte die ursprünglich geplante Trasse der Süd-Nord-Autobahn A93 dem Verlauf der Galgenbergstraße und der Dr. Martin Luther-Straße. Damit verlief diese Trasse mitten durch die Altstadt, querte die Donau bei der Eisernen Brücke und tangierte im weiteren Verlauf durch Stadtamhof den bayerischen Salzstadel. Nach Wiederaufnahme der Bauplanungen um 1960 war diese Trasse somit eine große Bedrohung für die Altstadt und für Stadtamhof. Der Verlauf der Trasse wurde jedoch im Zusammenhang mit der damaligen Ansiedlung eines großen Industrieunternehmens außerhalb der Altstadt im Westen so geändert, dass die Trasse heute ca. 1,5 km westlich der Altstadt verläuft, aber auch dort um 2000 wegen unzumutbarer Lärmbelästigung eingehaust werden musste. Der südliche, ältere Teil von Stadtamhof ist nur durch Lärm, der nördliche Teil aber auch durch Zubringerverkehr betroffen.
- 1943: Im August erfolgte der erste schwere Luftangriff während des Zweiten Weltkriegs, der 402 Todesopfer mit sich brachte und die Messerschmitt Werke in den westlichen Vororten zerstörte.
- 1944/5 Bei weiteren Luftangriffen wurde die Altstadt kaum in Mitleidenschaft gezogen. Durch zufällige Bombentreffer wurden folgende Gebäude schwer beschädigt, aber nach Ende des Krieges wiederhergestellt: das nördliche Querhaus der Stiftskirche zur Alten Kapelle am Alten Kornmarkt und die Renaissance-Hofarkaden der im Kern romanischen Patrizier-Hausburg Neue Waag auf dem Haidplatz. Teilweise zerstört und dann überraschend schnell abgerissen wurde das Gartenschloss Theresens Ruh im Schlosspark von Schloss St. Emmeram. Fast vollständig zerstört und heute nur noch als Ruine erhalten ist die Stiftskirche Obermünster. Der alleinstehende Glockenturm dieses bedeutenden Baudenkmals blieb erhalten.[17]
- 1945: Die Sprengung der Donaubrücken durch die deutsche Wehrmacht verhinderte nicht die Besetzung der Stadt durch amerikanische Truppen.

### Aufstieg zur modernen Groß- und Universitätsstadt

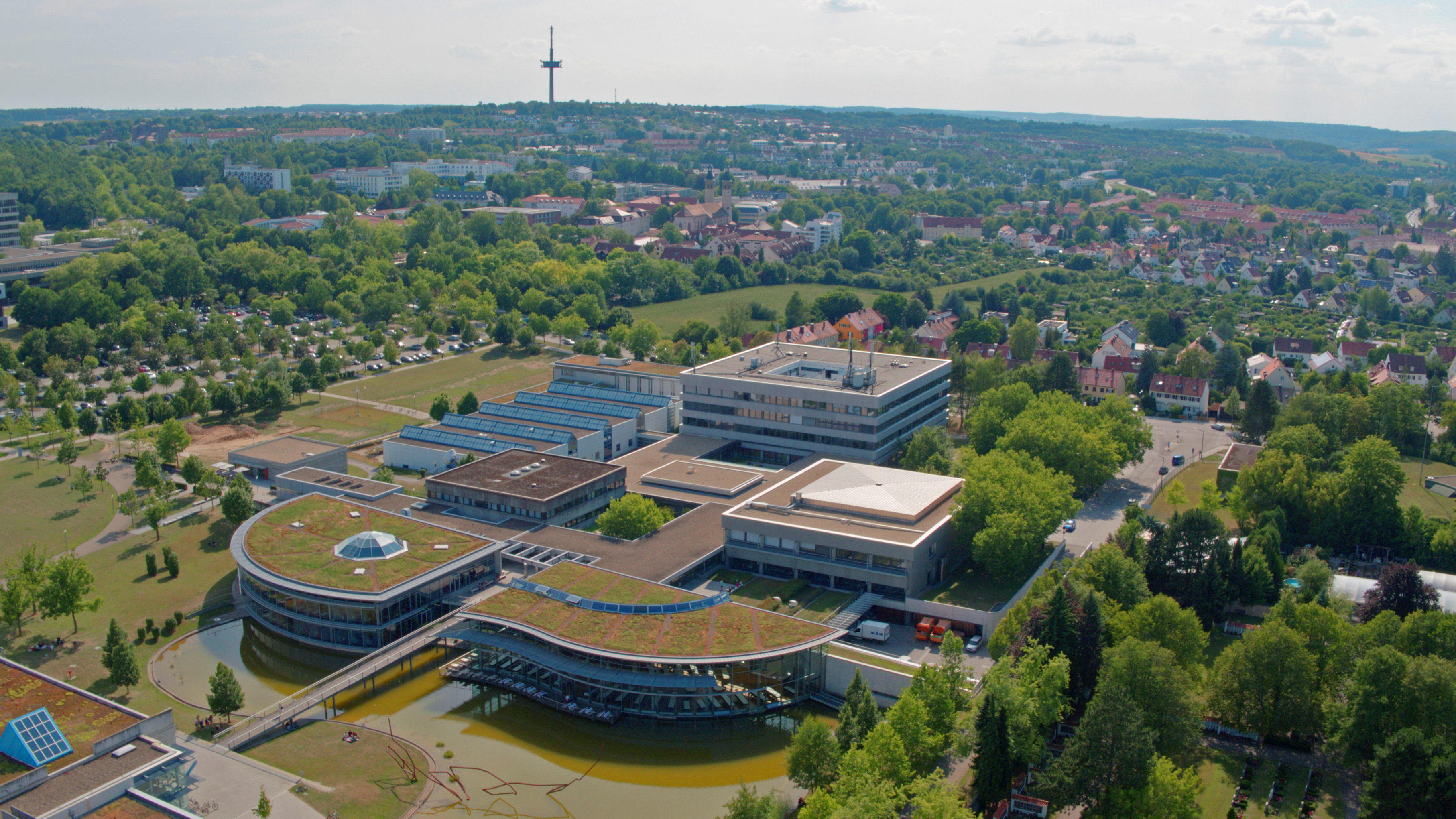
Hochschulcampus außerhalb der Altstadt

- 1946–1955: Nach Kriegsende steigt die Einwohnerzahl in Regensburg im Laufe eines Jahres von 102.000 auf 130.000. Durch einen starken Zuzug von Flüchtlingen und Heimatvertriebenen wird Regensburg zur Großstadt. Die neuen Einwohner werden in aufgeteilten Wohnungen der großen Altstadthäuser untergebracht. In der Altstadt herrschte eine Einwohnerdichte, wie sie anderswo im Bundesgebiet nicht zu finden war.[18] Die Wohnverhältnisse in der Altstadt waren außerdem gekennzeichnet durch unzureichende sanitäre und hygienische Verhältnisse, einen schlechten Bauzustand der Gebäude, den Verfall historisch wertvoller Bausubstanz und eine hohe Brandgefahr.[19]
- 1955–1960 Zehn Jahre nach Ende des Weltkriegs wurde klar, dass entscheidende Weichen für die Erhaltung der Altstadt gestellt werden mussten. Eine Sanierung der Altstadt musste begonnen und eine Verkehrsplanung ins Auge gefasst werden, obwohl Möglichkeiten zur Finanzierung nicht absehbar waren. Ab 1955 bis 1960 begannen Planung und Durchführung der ersten großräumigen Altstadt-Sanierungsmaßnahme südlich der Keplerstraße, die mit dem Abriss von Nebengebäuden und der Entkernung alter Häuser verbunden war.

Zur Belebung und zur finanziellen Stärkung der Stadt wurde die Gründung einer Universität geplant und die Ansiedlung von Industrieunternehmen außerhalb der Innenstadt forciert. Wieder aufgegriffen wurden alte Verkehrsplanungen und 1936 bereits begonnene, aber 1940 eingestellte Baumaßnahmen zum Bau einer West–Ost Autobahn und einer Nord–Süd Autobahn, um die Stadt besser an die Großstädte Nürnberg und München und an die Region anzuschließen. Die West–Ost Autobahn erreichte 1971 Regensburg und 1984 Passau. Die Nord–Süd Autobahn erreichte 1987 Weiden und nach 2000 Hof.
Die Nord–Süd Autobahn sollte ursprünglich die Altstadt von Regensburg auf Höhe der heutigen Universität queren, dann in der Altstadt an Stelle der Eisernen Brücke über die Donau führen und durch Stadtamhof hindurch im Tal des Regen nach Norden verlaufen. Der Trassenverlauf im Gebiet der Altstadt und der geplante Brückenbau entwickelten sich nach Gründung der Universität zu einer heftigen und lang andauernden innerstädtischen Kontroverse, obwohl der Trassenverlauf – nicht aber der Brückenbau – bald aufgegeben wurde zu Gunsten der heutigen, weiter westlich außerhalb der Altstadt verlaufenden Trasse. In Vorbereitung der ursprünglich geplanten Trasse war es schon 1960 zu großflächigen Abrissmaßnahmen der Häuser im alten Hafengebiet am nördlichen Donauufer gekommen, wo außer der Nord–Süd Autobahn auch eine parallel zur Donau verlaufende, innerstädtische Ost-West-Verkehrsachse entstehen sollte. Durch den Abriss entstand der sog. Donaumarkt, der heutige Standort des Museums der Bayerischen Geschichte. Auch in Stadtamhof entstand ein Teilstück der geplanten Nord–Süd Autobahn mit dem unpassenden Namen Bäckergasse, die heut knapp außerhalb des Welterbegebietes liegt.
- 1960: Der Bau des Osthafens war ein wichtiger Faktor für die Wirtschaftsentwicklung. Viele neue Betriebe siedelten sich an.
- 1965: Die Gründung der 4. Bayerischen Landesuniversität war die Initialzündung zur Bewahrung des Ensembles der Altstadt und der Instandsetzung der Baudenkmäler. Nun konnte man viele Studentenunterkünfte in der Altstadt einrichten.
- 1978: Die Großschifffahrtsstraße Rhein-Main-Donau wurde im Abschnitt Regensburg-Kelheim eröffnet. Heute bringt sie viele Flusskreuzfahrt-Touristen in die Welterbe-Stadt.
- 1992: Die Eröffnung des Universitätsklinikums für den ambulanten und stationären Betrieb brachte einen Entwicklungsschub für die Universität.
- 2000: Die Weltausstellung „Expo 2000“ hatte dezentrale Projekte im Programm, unter anderem die Altstadtsanierung und Domsanierung.
- 2006: Vom 11. bis 14. September besuchte Papst Benedikt XVI. Regensburg und lenkte die Aufmerksamkeit der Welt auf die Stadt.
- 2006: Am 13. Juli wurde das Altstadtensemble von Regensburg UNESCO-Welterbe.

## Rettung des Bauensembles Altstadt und Stadtamhof

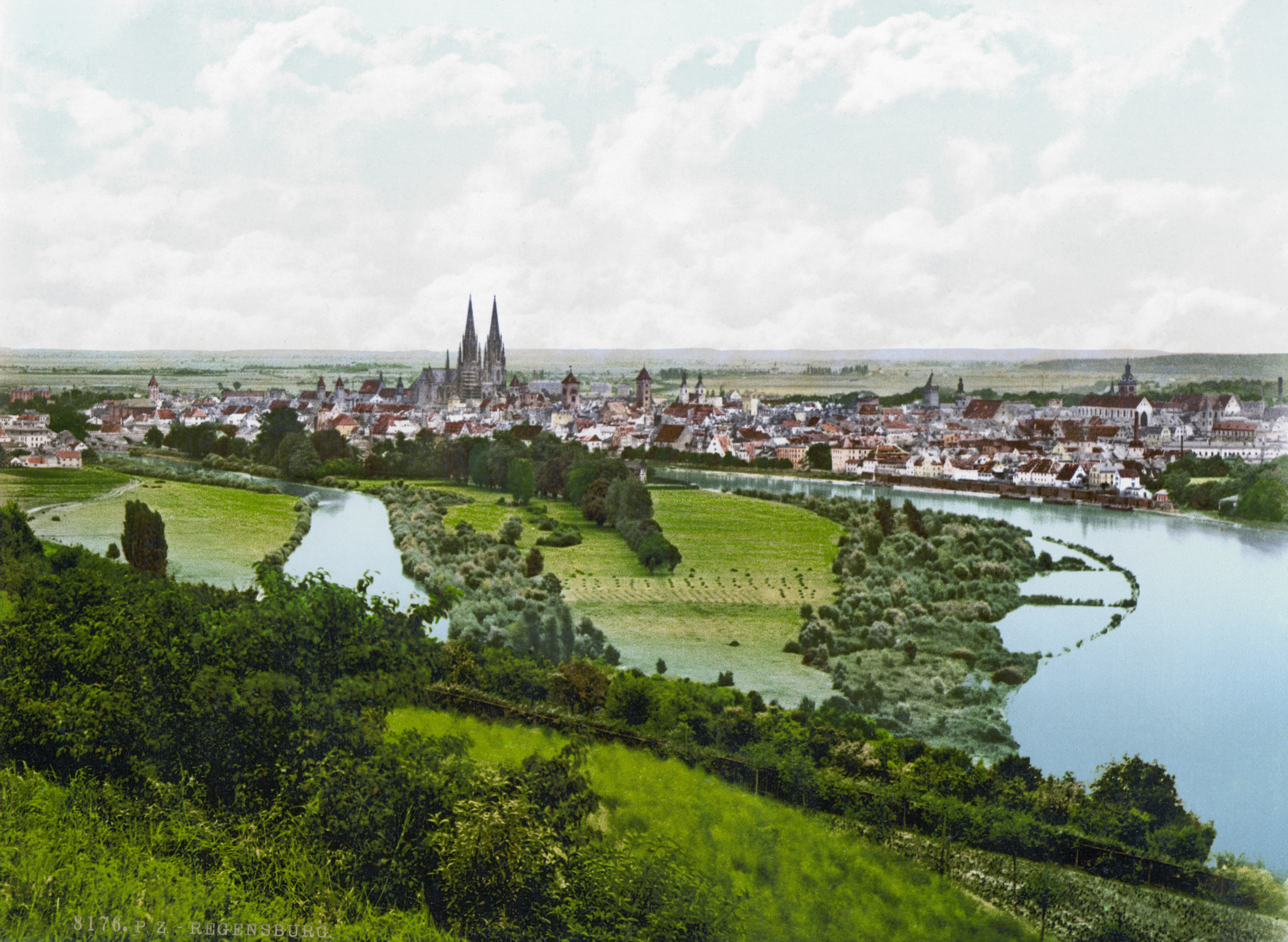
Regensburg um 1900

### Wirtschaftliche Dynamik nach dem Zweiten Weltkrieg
Trotz der unten skizzierten wirtschaftlichen Entwicklung und der kulturellen Aufwertung als Stadt der Wissenschaft blieb die Altstadt vor wesentlichen Eingriffen verschont. Das lag daran, dass man die Pläne für eine autogerechte Stadt im Altstadtbereich aufgab und dadurch Eingriffe in die Substanz des Ensembles vermied.
1965 wurde der Grundstein der Universität gelegt, 1992 das dazugehörige Klinikum eröffnet. Anfang der 1970er-Jahre kam die Fachhochschule hinzu. 1960 nahm der Osthafen seinen Betrieb auf, 1978 der Main-Donau-Kanal. Der Siemens-Konzern hat seinen Standort Regensburg permanent ausgebaut, unter anderem durch Errichtung einer Fabrik zur Chipherstellung (heute Infineon AG). 1986 nahm das BMW-Werk bei Harting die Produktion auf. Ab 1989 produzierte Toshiba in Regensburg Laptops und Notebooks, schloss aber 2009 seinen Regensburger Standort wieder. Dafür siedelte sich, u. a. auf dem ehemaligen Toshiba-Gelände, das Unternehmen Osram neu an, welches hier klassische und neuartige Lichtquellen produziert und erforscht.

### Funktionierender Denkmalschutz
Der historische Stadtkern Regensburgs mit engen Gassen, zahlreichen Patrizierhäusern und Kapellen aus allen Kunstepochen des Mittelalters blieb weitgehend erhalten und wurde somit die größte mittelalterliche Altstadt Deutschlands. Außerdem besitzt sie die größte Anzahl an Geschlechtertürmen nördlich der Alpen, was ihr den Beinamen „Nördlichste Stadt Italiens“ eingetragen hat. Umsichtige und von der Bevölkerung mitgetragene Sanierungsmaßnahmen sicherten den Bestand von über 1000 geschützten Denkmälern bis heute.
2015 wurde Regensburg der Ehrentitel „Reformationsstadt Europas“ durch die Gemeinschaft Evangelischer Kirchen in Europa verliehen.

## Weltkulturerbe seit 2006/Briefmarke

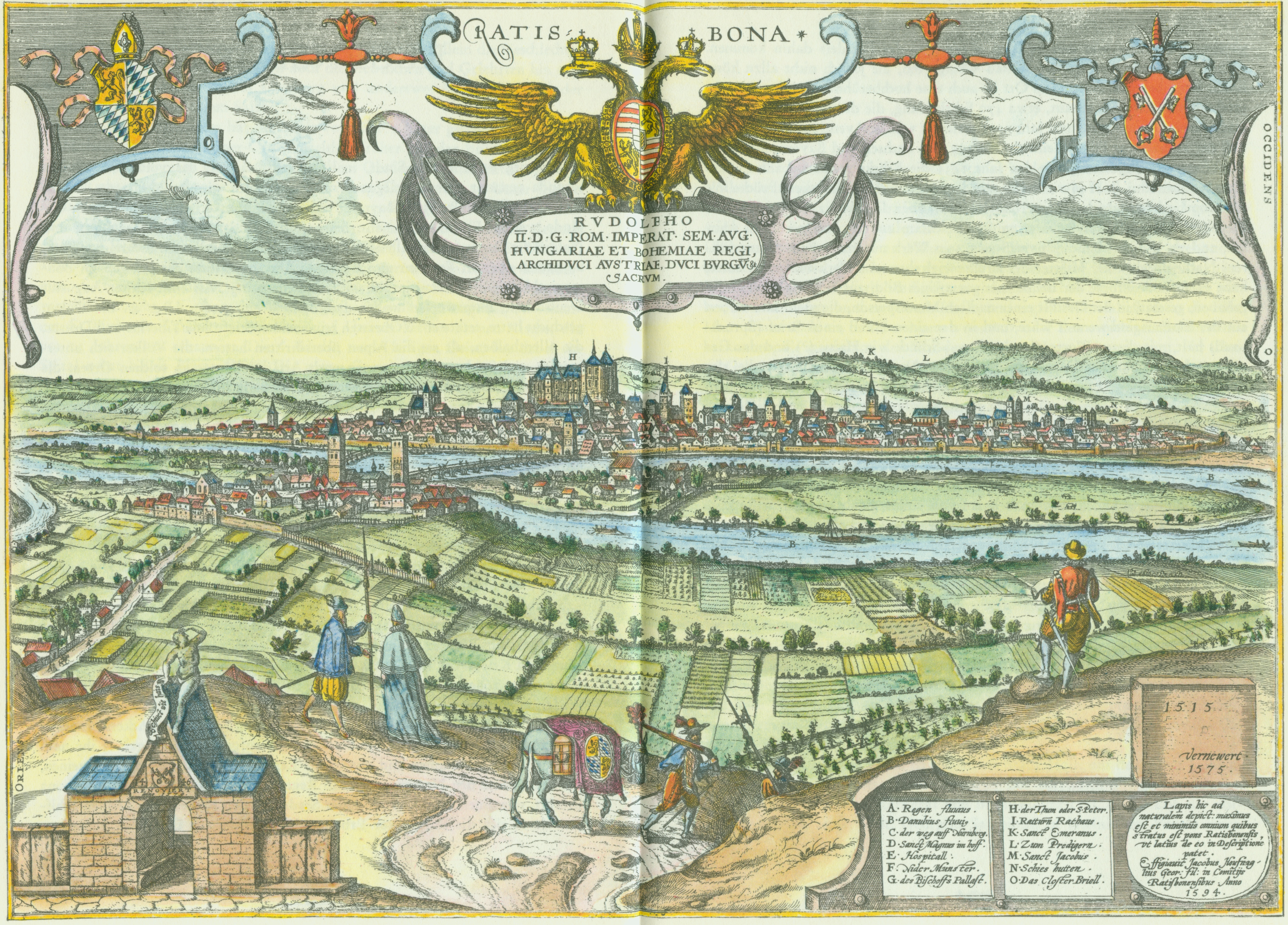
Regensburg im 16. Jahrhundert

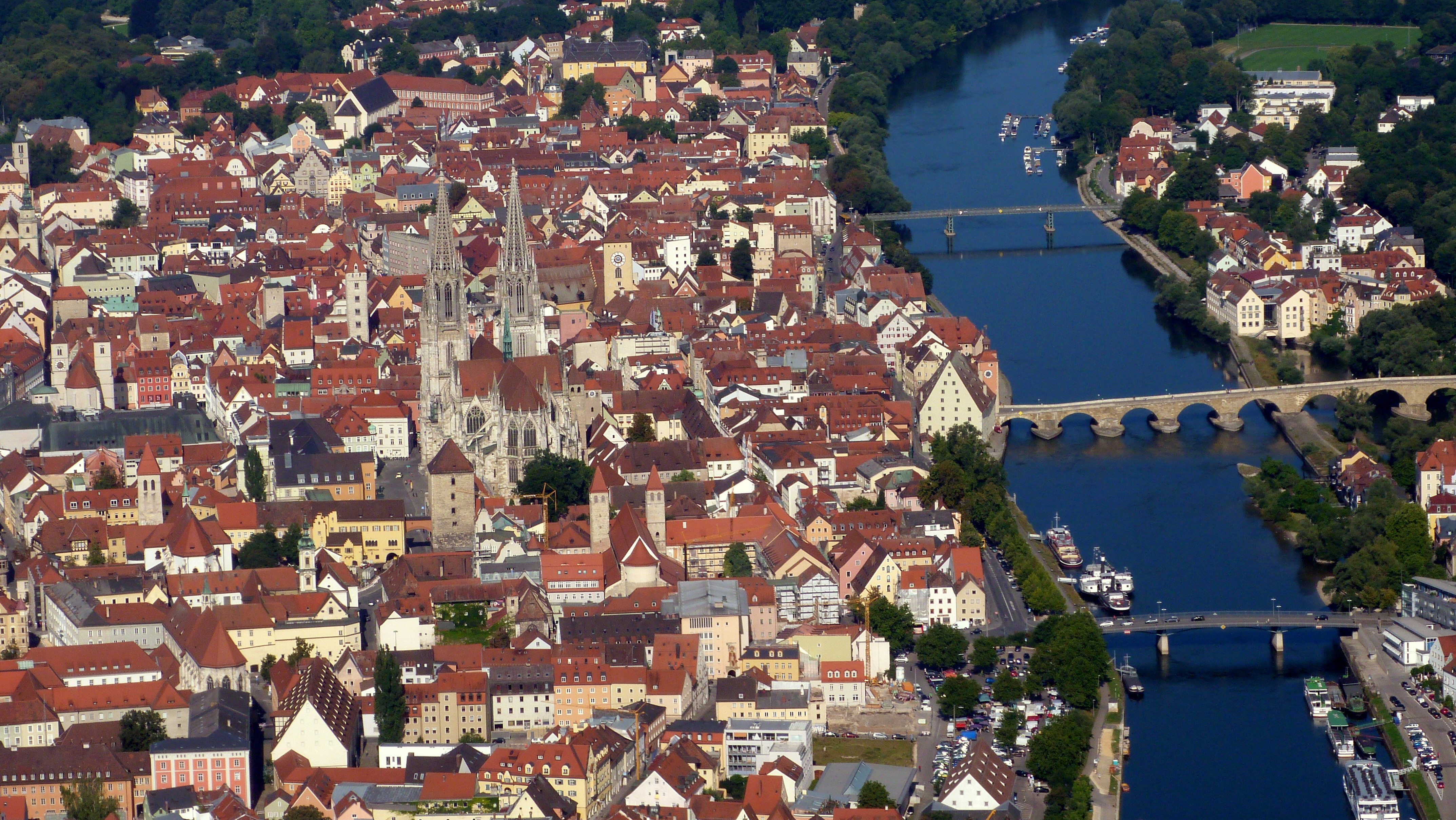
Regensburger Altstadt von oben

Am 13. Juli 2006 nahm die UNESCO das Ensemble „Altstadt Regensburg mit Stadtamhof“ als Welterbestätte in die Welterbeliste auf. Das gesamte Ensemble „Altstadt Regensburg mit Stadtamhof“ entspricht der Ausdehnung Regensburgs nach der letzten mittelalterlichen Stadterweiterung um 1320. Eingetragen sind die Einzelbaudenkmäler, angrenzende Ensembles sowie die Pufferzone. Die Pufferzone umfasst jenen Bereich, der optisch im Blickfeld des Betrachters der zur Nominierung vorgesehenen Zone liegt. Die Grenzen der Pufferzone sind durch die Höhen des Donautales im Norden und Süden der Stadt natürlich definiert, ansonsten durch den Verlauf von Eisenbahn und Hauptstraßen. Damit besitzt die Pufferzone eine eindeutige und einprägsame Ausdehnung.
2006 nahm das Welterbekomitee die „Altstadt von Regensburg mit Stadtamhof“ auf Grundlage der drei im Folgenden beschriebenen Kriterien (ii), (iii) und (iv) in die Liste der Welterbestätten auf.
- Kriterium (ii): Die Architektur der Altstadt von Regensburg spiegelt die Rolle der Stadt als mittelalterliches Handelszentrum und ihren Einfluss auf den Raum nördlich der Alpen wider. Regensburg war ein wichtiger Umschlagplatz auf den kontinentalen Handelsrouten nach Italien, Böhmen, Russland und Byzanz. Zudem hatte die Stadt vielfältige Verbindungen zu den interkontinentalen Seidenstraßen. Dies ermöglichte den wichtigen Austausch kultureller und architektonischer Einflüsse, die das Stadtbild bis heute prägen.

- Kriterium (iii): Die Altstadt von Regensburg stellt ein außergewöhnliches Zeugnis kultureller Traditionen im Heiligen Römischen Reich dar. Im Hochmittelalter war Regensburg bevorzugter Tagungsort für Reichsversammlungen, aber auch zur jüngeren europäischen Geschichte leistete die Stadt als Sitz des Immerwährenden Reichstags von 1663 bis 1806 ihren Beitrag. Die Überreste von zwei Kaiserpfalzen aus dem 9. Jahrhundert sowie die zahlreichen gut erhaltenen historischen Gebäude legen Zeugnis ab vom einstigen Reichtum und der politischen Bedeutung der Stadt.

- Kriterium (iv) Die Altstadt von Regensburg ist ein herausragendes Beispiel für eine binneneuropäische mittelalterliche Handelsstadt, deren historische Entwicklungsstufen gut erhalten sind. Vor allem die Entwicklung des Handels vom 11. bis zum 14. Jahrhundert wird dadurch außergewöhnlich gut veranschaulicht.

2011 wurden die Altstadt von Regensburg und der Dom auf einer 0,75 €-Sondermarke gewürdigt – der Welterbestatus ist hier ebenso genannt. Es handelte sich um eine Gemeinschaftsausgabe mit der japanischen Post.

## Weltkulturerbezentrum

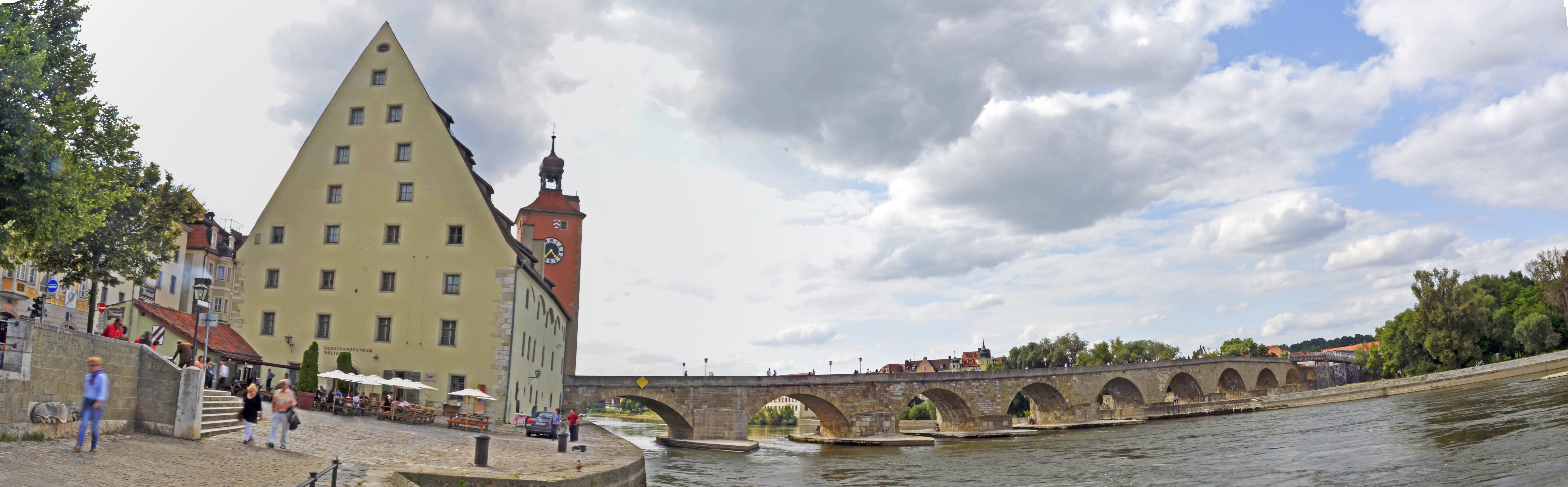
Salzstadel und Steinerne Brücke

Steinerne Brücke (2019)
mit Dom und Altstadt

Nachdem am 13. Juli 2006 die Regensburger Altstadt mitsamt Stadtamthof von der UNESCO als Weltkulturerbe anerkannt wurde, richtete die Stadt 2007 ein Weltkulturerbezentrum ein, das im historischen Salzstadel neben dem Eingangsturm der Steinernen Brücke untergebracht ist. Die Bezeichnung lautet Besucherzentrum Welterbe Regensburg. Auf zwei Etagen wird eine Dauerausstellung zur etwa 2000-jährigen Stadtgeschichte gezeigt. Im Untergeschoss finden regelmäßig wechselnde Sonderausstellungen statt.
Die Dauerausstellung informiert mit Exponaten, Medieninstallationen und interaktive Spielstationen über Regensburg und seine Geschichte. Sie ist in fünf Themenbereiche unterteilt, die einen Überblick über die Besonderheiten der Stadt und ihre Geschichte.geben: UNESCO-Welterbe, Vom Römerlager zur modernen Stadt, Stadt am Fluss – Stadt im Fluss, Leben in der Stadt und Stadt der Reichstage.